# История Шуши
История г. Шуша.

## Основание города

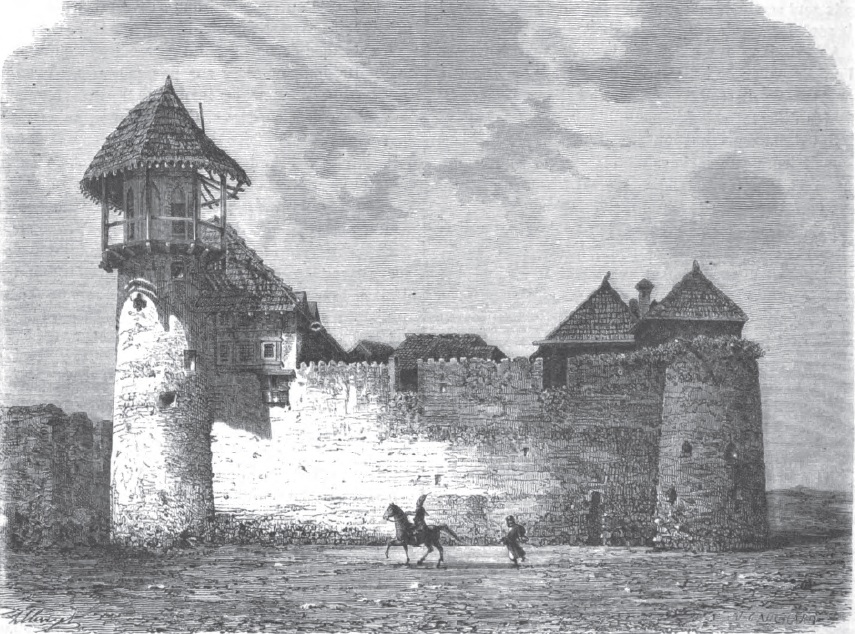
Северо-западная часть укреплённого жилища в Шуше. Рис. Клерже по зарисовке В. Верещагина. Опубликовано в Le Tour du monde (1869 г.)

Город Шуша был основан как крепость Панахабад в середине XVIII века Панах-Али ханом с помощью своего союзника армянского мелика Шахназара для защиты Карабахского ханства. Позднее крепость стала называться Кала или Шуша-каласы, и, наконец, — Шуша, согласно одной из версий, по имени близлежащего армянского селения Шушикент, часть жителей которого была переселена в новую крепость, вместе с жителями Шах-булага и нескольких других деревень. По словам Мирзы Джамала, до основания города Панах-Али ханом на этом месте «не было никаких жилищ. Это место было пашней и пастбищем, принадлежавшими жителям Шушикенда, расположенного в шести верстах восточнее крепости».
Большинство исследователей (Энциклопедия ислама, ЭСБЕ, «Словарь современных географических названий» В. М. Котлякова, Большой Энциклопедический словарь, Армянская советская энциклопедия) считают годом основания крепости 1752 год. «Энциклопедия исламского искусства и архитектуры Гроува» и российский востоковед Дмитрий Арапов отмечают, что Шуша была основана в 1756-57 годах. Согласно же советскому востоковеду Илье Петрушевскому, Шуша была основана в 1754 году. Военный историк Василий Потто отмечал, что Панах-хан в 1752 году построил неприступную Шушинскую крепость и перенёс туда свою резиденцию из Шах-Булаха. По сообщению Потто, на стенах городской мечети сохранилась надпись, свидетельствующая, что «город и крепость основаны Пана-ханом в 1167 году Геджры[прояснить]».

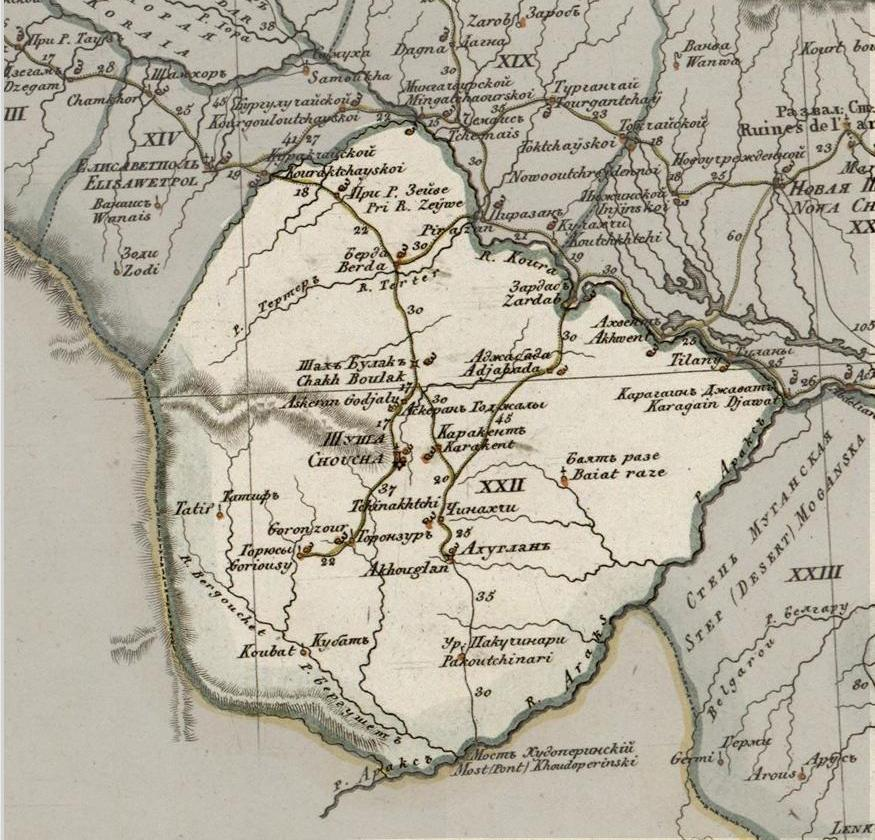
Шуша, Баят и Шахбулаг в составе Карабахского ханства на карте 1823 года

Так, враждовавший с соседями мелик Варанды Шахназар обратился за помощью к Панах-хану, стал его вассалом и предоставил ему территорию в пределах Варандинского меликства, где среди неприступных скал последний и построил крепость Шушу. Эли Смит, Хэррисон Грэй, Отис Двайт, Джоси Кондер в общей работе «Missionary Researches in Armenia: Including a Journey Through Asia Minor» утверждают, что Шуша была построена после принятия Карабахских меликов власти Панаха Али-хана. Вопрос о постройке Шушинской крепости, как сообщает Мирза Джамал, был решён по «совету и указанию» Шахназара. «…Приказал (Хан) явиться по одному мужчине со своей провизией от каждой семьи со всех провинций для строительства крепости. По приказу Хана крестьяне должны были прийти во главе князей[чего?]. Сюда, на гору, также позвали всех архитекторов. И воздвигли они сооружение с пятьюдесятью башнями и крепостными стенами длинною в пять тысяч локтей», — так описывал постройку Панахабада очевидец, армянский дьякон Акоп Погосян-Закарян-Шушенцы. Мирза Джамал также отмечал, что «в 1170 году хиджры он [Панах-хан] перевёл всех жителей Шах-булага и некоторых окружных деревень в Шушу». Азербайджанский историк XIX века Мирза Адигезаль-бек в своём историческом труде «Карабаг-наме» писал, что фундамент будущего города заложили в 1170 году хиджры, что соответствует 1756-57 гг. Ахмед-бек Джаваншир пишет, что Панах-хан в 1754 году на месте нынешнего города Шуша построил свою резиденцию и назвал его своим именем, то есть Панахабад.
Согласно ряду исследователей, ещё до середины XVIII века в районе современной Шуши среди гор существовали использовавшиеся армянским населением округа Варанды укрепления, известные как сгнах Шоши (Крепость Шоши) (так как это место служило убежищем для населения села Шош во время нашествия врагов), которые к моменту постройки Панах-ханом крепости Панахабад (нынешнего города) были разрушены и запущены, а местность эта являлась пашней и пастбищем жителей Шуши-кенда.

## XIX — начало XX вв.

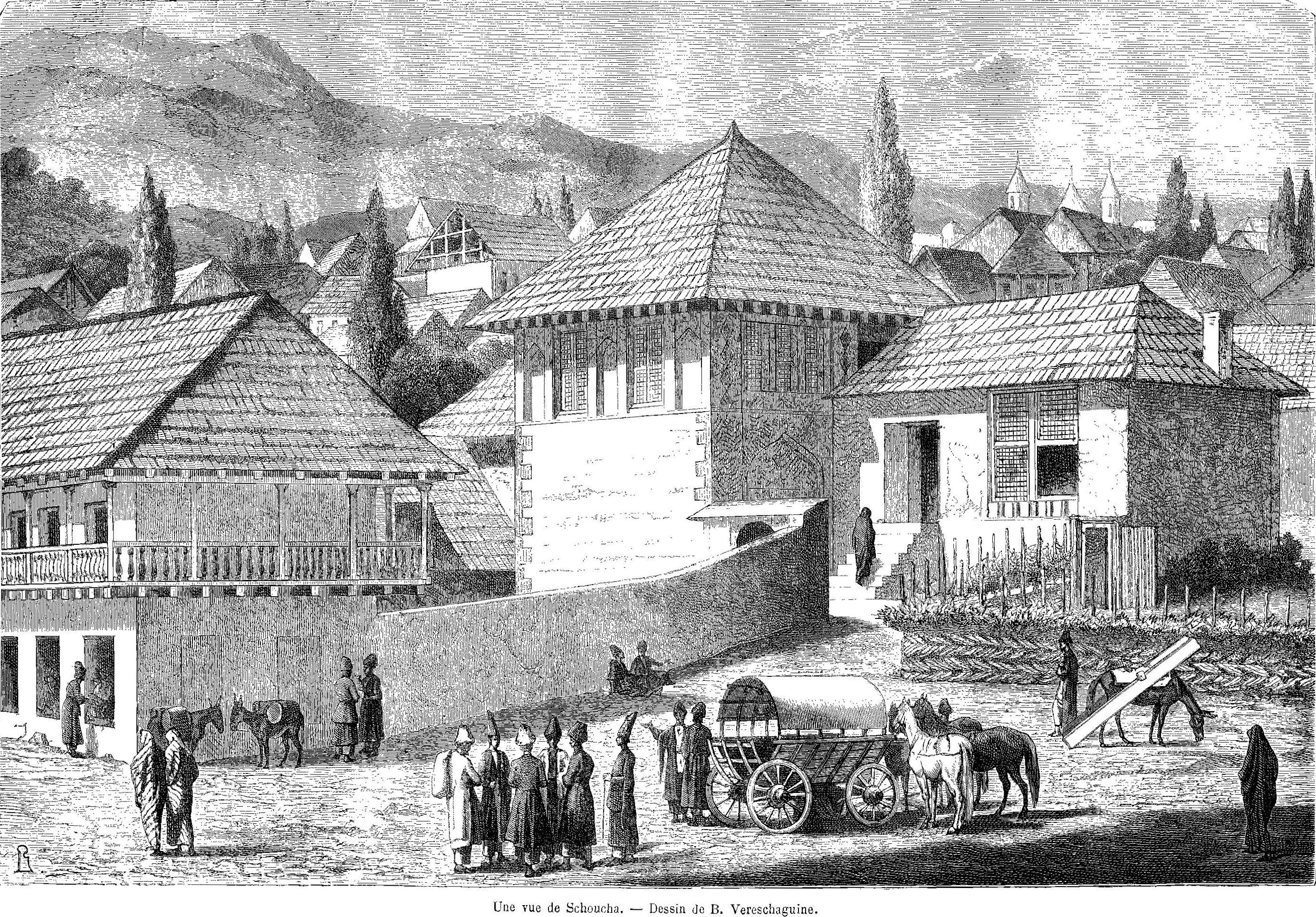
Вид города Шуша. Рисунок В. Верещагина, 1865 г.

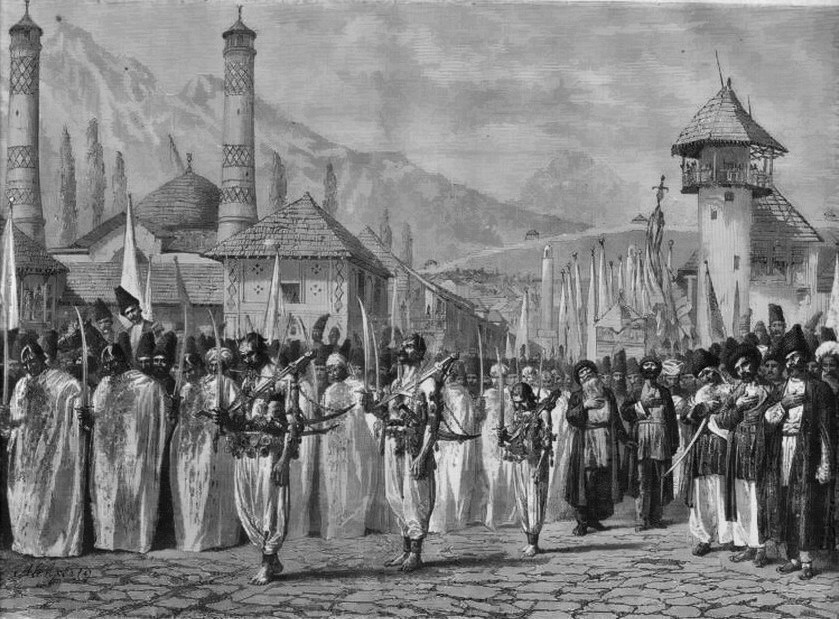
Религиозная процессия на празднике Мухаррам в Шуше. Картина В. В. Верещагина. 1865 год

С 1755 по 1823 годы Шуша оставалась столицей Карабахского ханства. Здесь при Панах-хане чеканились монеты, называвшиеся «панах-абади». При Ибрагим Халил-хане город был разделён на три квартала: Табризли, Казанчали и Аглисли. По данным источника 1795 года, в Шуше имелось более 10 тыс. населения. С 1813 года (фактически с 1805 года) — в составе России.
Во время Русско-персидской войны 1826—1828 малочисленный гарнизон Шуши под начальством полковника Реутта около 40 дней героически сопротивлялся иранской армии Аббаса-Мирзы.
После преобразования в ноябре 1822 года Карабахского ханства в провинцию Шуша стала центром провинции и резиденцией военно-окружного начальника мусульманских провинций — генерал-лейтенанта князя В. Г. Мадатова. Должность военно-окружного начальника была учреждена в 1824 году. Фактически же деятельность его началась с 1817 года. С 1840 года Шуша — уездный город Каспийской области, с 14 декабря 1846 года — вновь образованной Шемахинской, а с 1859 года — Бакинской губернии. В декабре 1867 года вошёл в состав Елизаветпольской губернии.

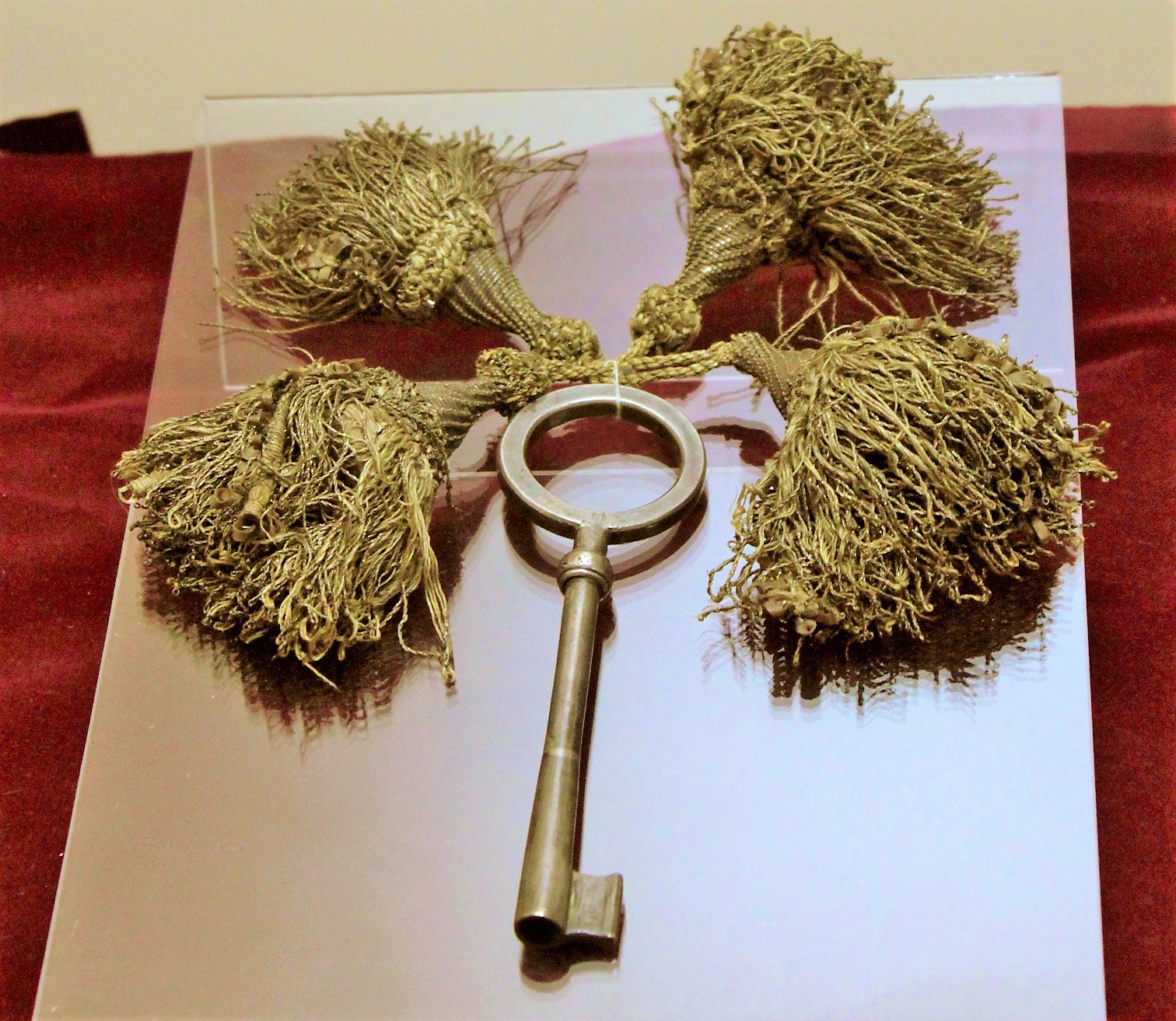
Серебряный ключ от Шушинской крепости в Музее истории Азербайджана

В XIX веке были составлены три генеральных плана (в 1820-е, 1837 и 1855 гг.), согласно которым проводилась активная застройка города. К концу XIX века нагорная часть города была армянской, нижняя — «татарской» (так в те годы называли азербайджанцев). В армянской части имелись Шушинское реальное училище и уездная семинария для девочек; там же располагались и присутственные места. В городе проживало много богатых армянских купцов
В татарской части города располагались русско-татарская школа, ряд музыкальных школ, а также частные школы Говхар-Аги (сестры последнего карабахского хана) и Самед-бека Агаева. Первый театр построил в 1896 году Мкртич Хандамиров (Хандамирян) (рядом с церковью Газанчецоц). В 1905 году было построено новое здание реального училища. В 1873 году на средства азербайджанской поэтессы Хуршидбану Натаван в Шуше был построен первый водопровод, который был известен как «Хан-гызы булагы», что в переводе с азербайджанского означает «Родник ханской дочери». Самая старая из сохранившихся в Шуше мечетей была построена в 1768 году Ибрагим-ханом, самая старая церковь — в 1816 братьями Баадурянами. По данным «Кавказского календаря» на 1856 год в городе насчитывалось пять армянских христианских храмов, одна русско-православная церковь и две шиитские мечети.
В начале XX века в городе имелись две соборные и несколько квартальных мечетей и один православный храм. От старого города сохранились части крепостных стен, два замка (все — XVIII в.), многочисленные жилые каменные дома XVIII—XIX вв. в армянских кварталах, армянский собор. Улицы были довольно широки и вымощены камнем; вообще город отличался некоторым благоустройством.
В 1912 году в Шуше стараниями врача Абдул Керима Мехмандарова была открыта первая русско-азербайджанская женская школа на 20—30 человек.
До 1920 г. в Шуше в разное время выходили в свет 22 газеты, из которых 20 на армянском языке и 2 — на русском В 1919 году в Шуше издавалась газета «Карабах», где публиковались материалы на азербайджанском, армянском и русском языках.

Центральная часть Шуши. На переднем плане театр Хандамирова
Генеральный план Шушинской крепости и города. XIX в.
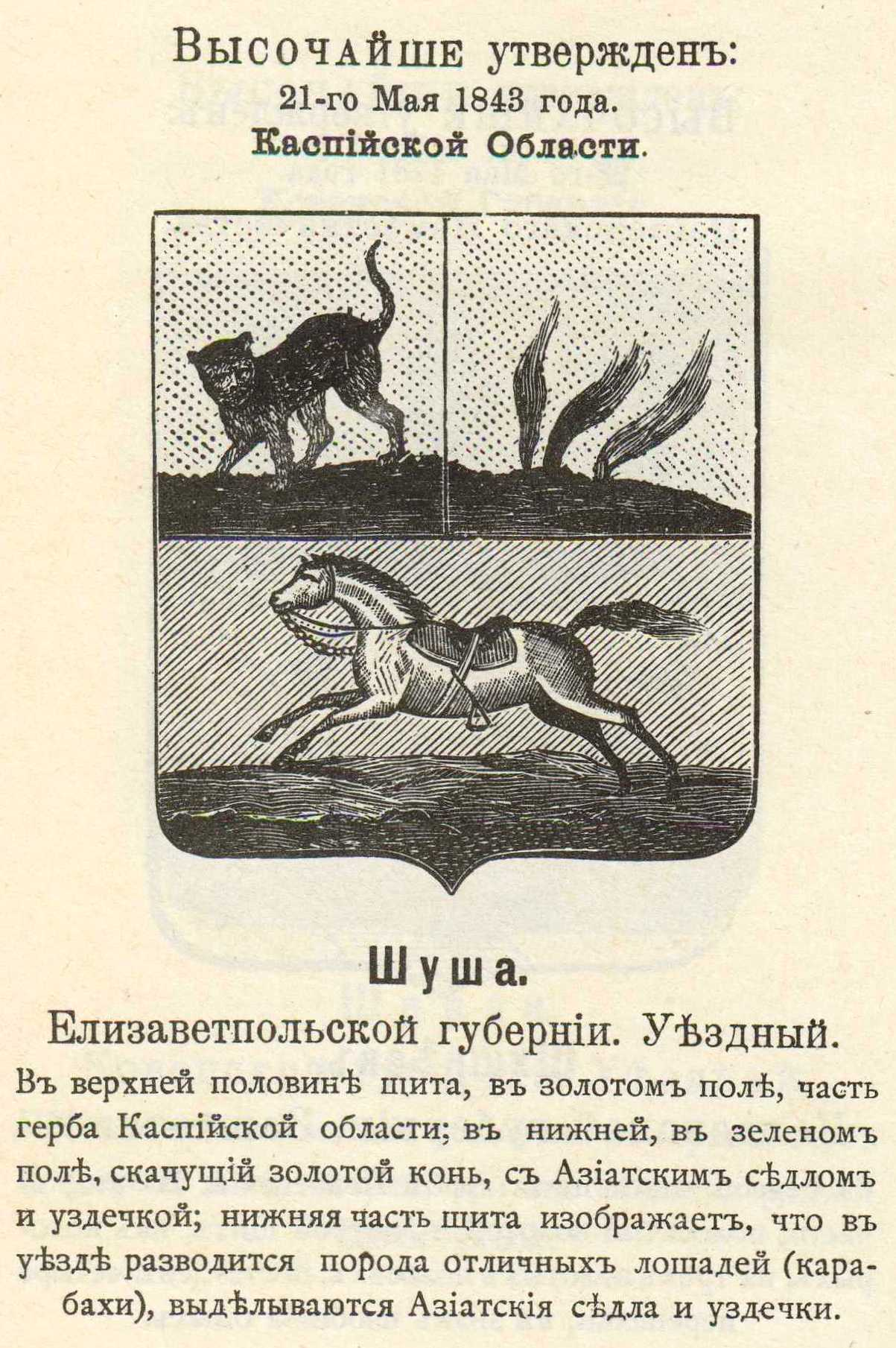
Гласный герб города, 1843 г.
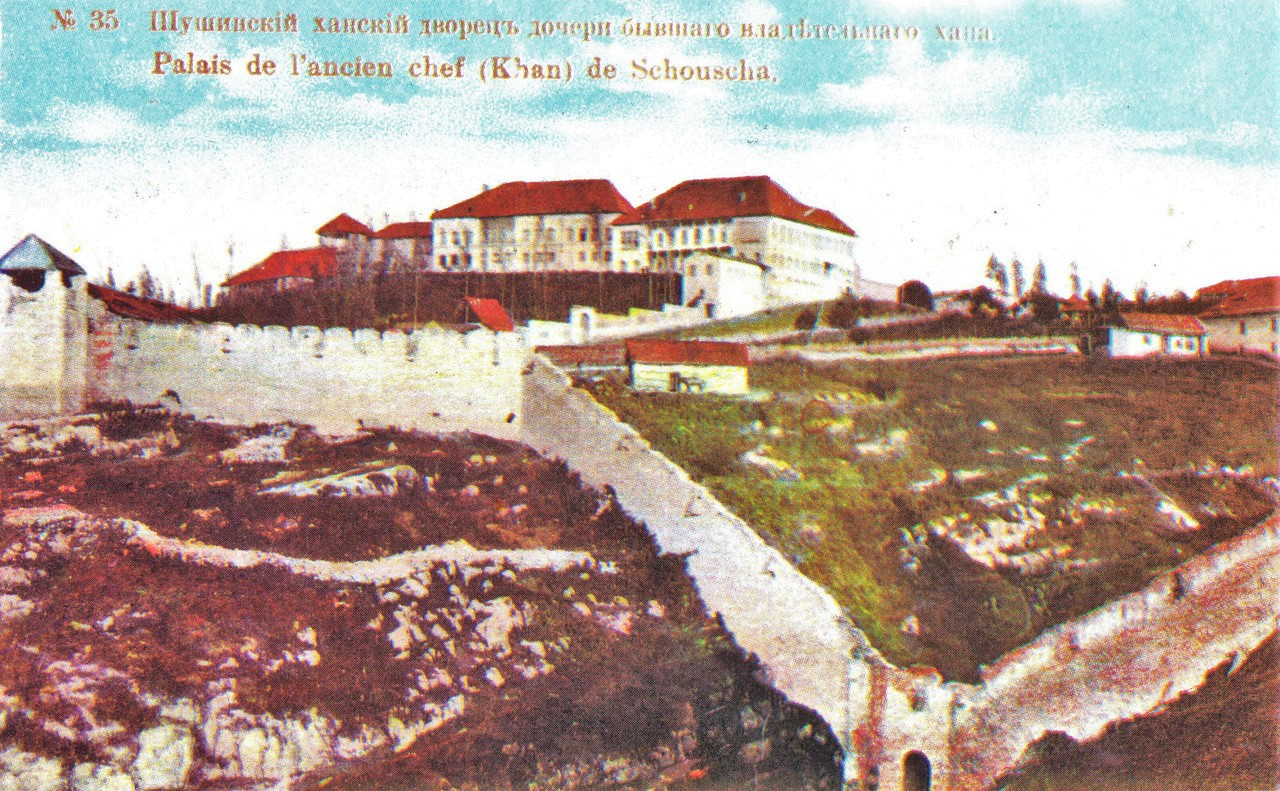
Дворец дочери последнего шушинского хана
Здание Общественного Собрания
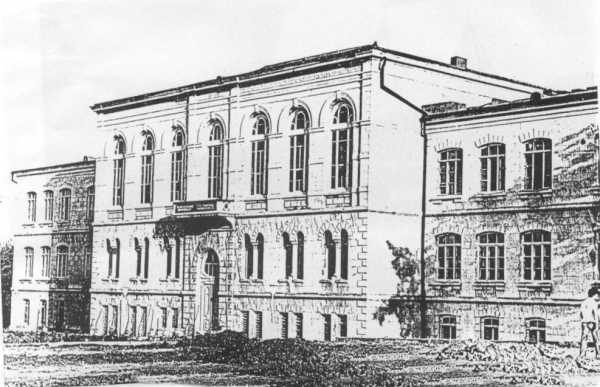
Шушинское реальное училище, 1908 г.
Эриванские ворота, начало XX в.
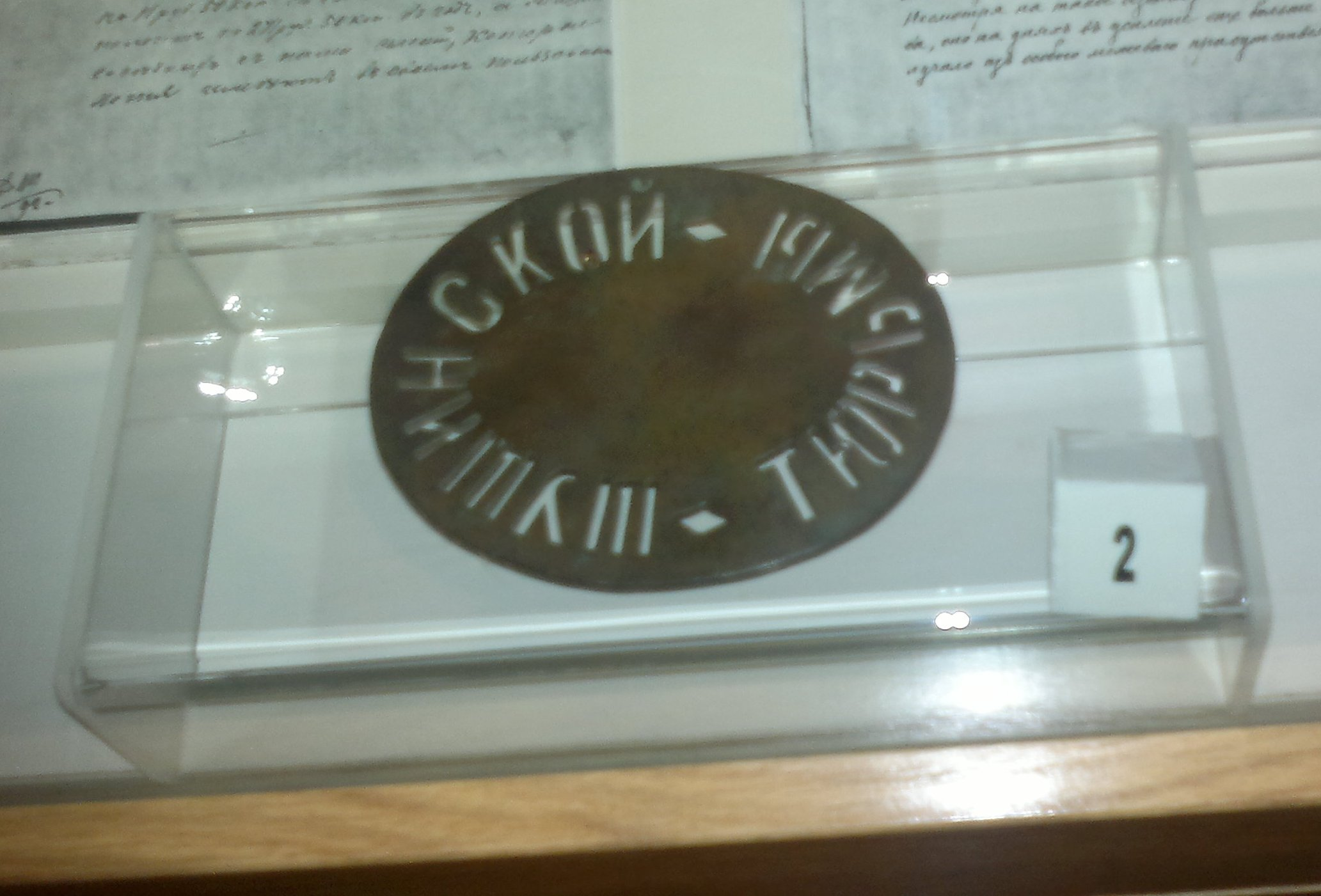
Трафарет Шушинской тюрьмы в Музее истории Азербайджана

### Культурная жизнь
В XVIII веке здесь жил и творил знаменитый азербайджанский поэт и визирь Карабахского ханства Молла Панах Вагиф. Его поэзия оказала огромное влияние на развитие азербайджанской литературы и музыки. Стихи Вагифа легли в основу многих народных песен.
Шуша славилась своей богатой культурной жизнью, литературой, музыкой, архитектурой. В городе действовали различные литературные и музыкальные общества («меджлисы»).

Русский исследователь восточной музыки В. Виноградов пишет в своей книге о Шуше: 
Здесь много музыки; здесь больше, чем в любом из районов Азербайджана, можно услышать народных песен, танцев, певцов, инструменталистов. Шуша с древних пор слывёт музыкальным центром и славится по всему Закавказью как неисчерпаемый родник народных музыкальных талантов. Шушинские музыканты делали историю азербайджанской музыки и представляли её не только у себя на родине, но и в других странах Востока.
Знаток музыки народов Кавказа В. Д. Карганов в своей книге «Кавказская музыка» писал: «…для Закавказья музыкантов и певцов давал гор. Шуша, являвшийся прекрасной родиной стихов, музыки и песни; из этого города, игравшего для всего Закавказья роль консерватории, каждый сезон и даже каждый месяц шли в Закавказье новые песни, новые мотивы».
В конце XVIII — начале XIX века сложилась шушинская школа мугамата, состоявшая в разные годы из нескольких творчески индивидуальных школ, во главе которых стояли крупные исполнители-мугаматисты (ханенде). Школа эта прославилась не только в Закавказье, но и на всём Ближнем Востоке. Энциклопедия Британника связывает известность города с особой ролью, которую он играл в сохранении и развитии всех жанров этого древнего вида искусства. Мугам, по мнению американского историка Рональда Сюни, наиболее сильно ассоциируется именно с городом Шуша.
Связанным с Шушой своим появлением и деятельностью шушинским мастерам-ханенде принадлежит значительная роль в обогащении азербайджанского мугамного искусства новыми приёмами развития и новизной в исполнении дестгяха. В Шуше выросли такие ханенде, как Садыхджан, Исмаил, Гасан, Аббас, Мешади Иси, Абдулбаги Зулалов, Гаджи Гуси и другие.
Во второй половине XIX века в Шуше действовала музыкальная школа, которой руководили Харрат Гулу и Молла Ибрагим. Эта школа с малых лет готовила певцов, главным образом для религиозных песнопений. В 1880-х гг. в Шуше работала и музыкальная школа, в которой преподавал Кёр Халифа, обучавший детей игре на таре, кеманче и мугамам.

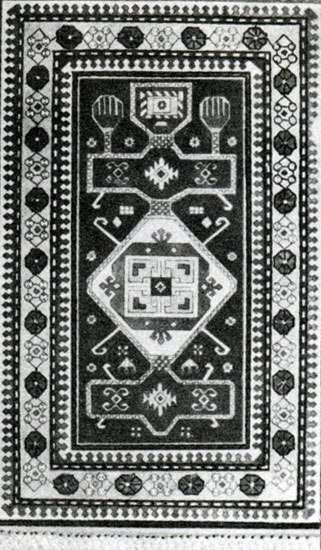
Сотканный в гор. Шуше ковёр Намазлык. XIX век

Шуша, славившаяся как один из центров азербайджанской музыкальной культуры, была одним из первых городов, где стали устраиваться концерты народной музыки. В 1898 году в Шуше под руководством А. Ахвердиева был поставлен первый музыкальный спектакль на азербайджанском языке — «Меджнун на могиле Лейлы» (по поэме Физули). Партию Меджнуна пел ханенде Джаббар Каръягдыоглы; именно с этой постановки начался творческий путь тогда ещё тринадцатилетнего Узеира Гаджибекова. В 1901 году в Шуше состоялся публичный концерт азербайджанской народной музыки, организованный А. Ахвердовым. Кроме мугамов, на концерте был исполнен дуэт из поэмы Физули «Лейли и Меджнун». В 1902 году там же была показана инсценировка из поэмы Алишера Навои «Фархад и Ширин».
Шуша известна также как старинный центр ковроделия. В конце XIX века отмечалось, что из всех видов кустарного производства, существующих в Шуше, первое место, по количеству и качеству изделий, занимает ковроткание, и, что по количеству и качеству ковров и паласов Шуше принадлежит первое место на всём Кавказе.
Не исключено, что в 1837 году в Шуше бывал находившийся в Закавказье в составе Нижегородского полка М. Ю. Лермонтов, однако часто это ставится под сомнение. Письмо поэта, где предположительно упоминается этот город, не сохранилось, а в публикации, по которой оно известно, стоит «был в Шуме», что явная ошибка, и исправление на «в Шуше» лишь предположительно. Возможно, в письме стояло «в Нухе»: Шуша лежит далеко от маршрута лермонтовского полка, в то время как через Нуху, лежащую на дороге из Шемахи в Кахетию, поэт проезжал заведомо.
В Шуше родился, жил, творил и умер Мир Мохсун Навваб (1833—1918). Он внёс весомый вклад в азербайджанскую науку, литературу и искусство, принимал участие в росписи шушинской мечети Говхар-ага. В зале мемориального музея художника в Шуше сохранились стенные росписи, выполненные Наввабом в 1886 году. Такие же росписи содержались в его небольшой рабочей комнатке.
Со второй половины XIX века в Шуше начинают организовываться музыкальные собрания — меджлисы. Среди них — «Меджлиси-унс», организованный Натаван, и «Меджлиси фарамушан», созданный поэтом, художником и музыковедом Мир Мохсун Наввабом.

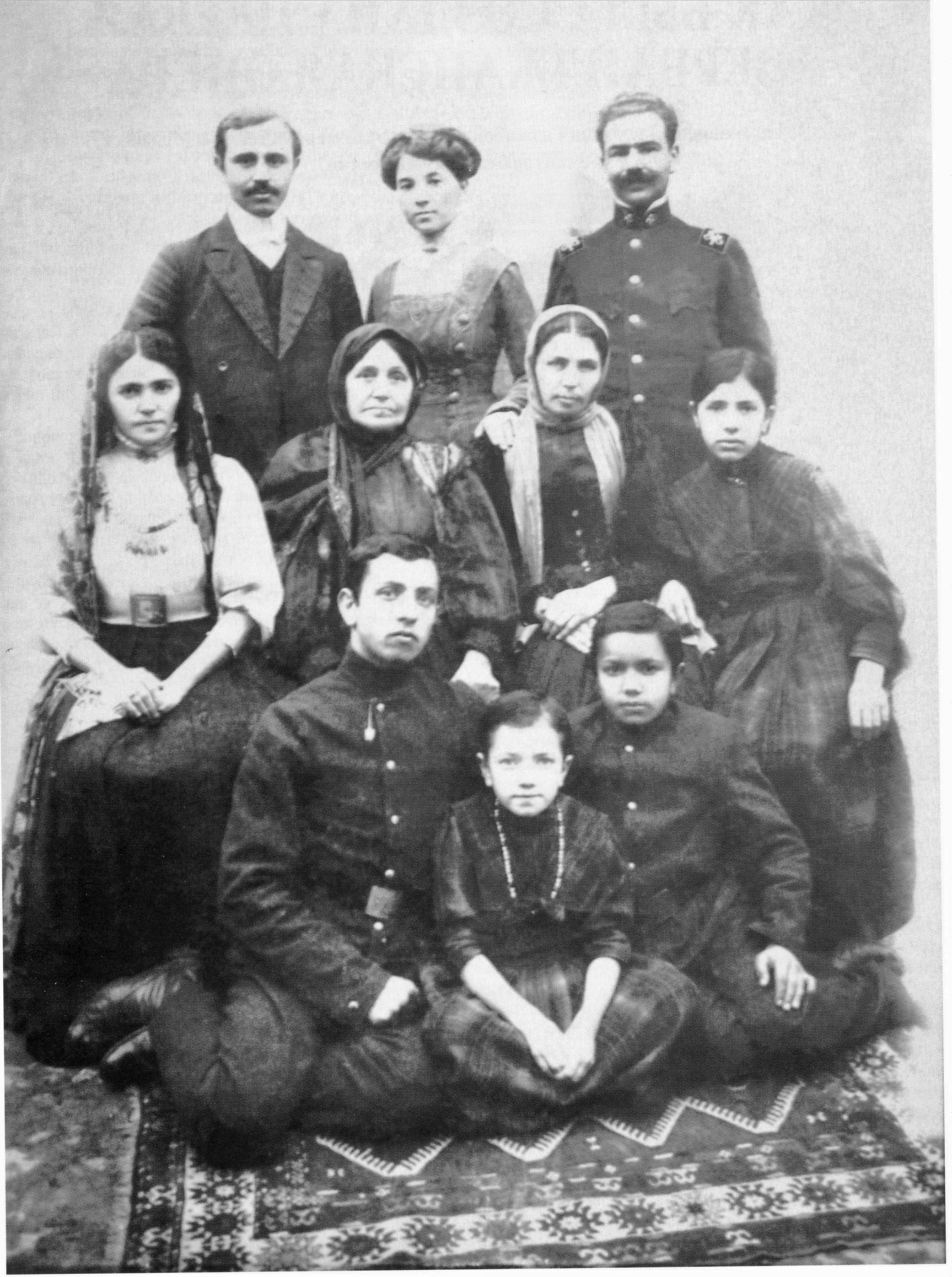
Узеир Гаджибеков с семьёй в Шуше, 1915 г.
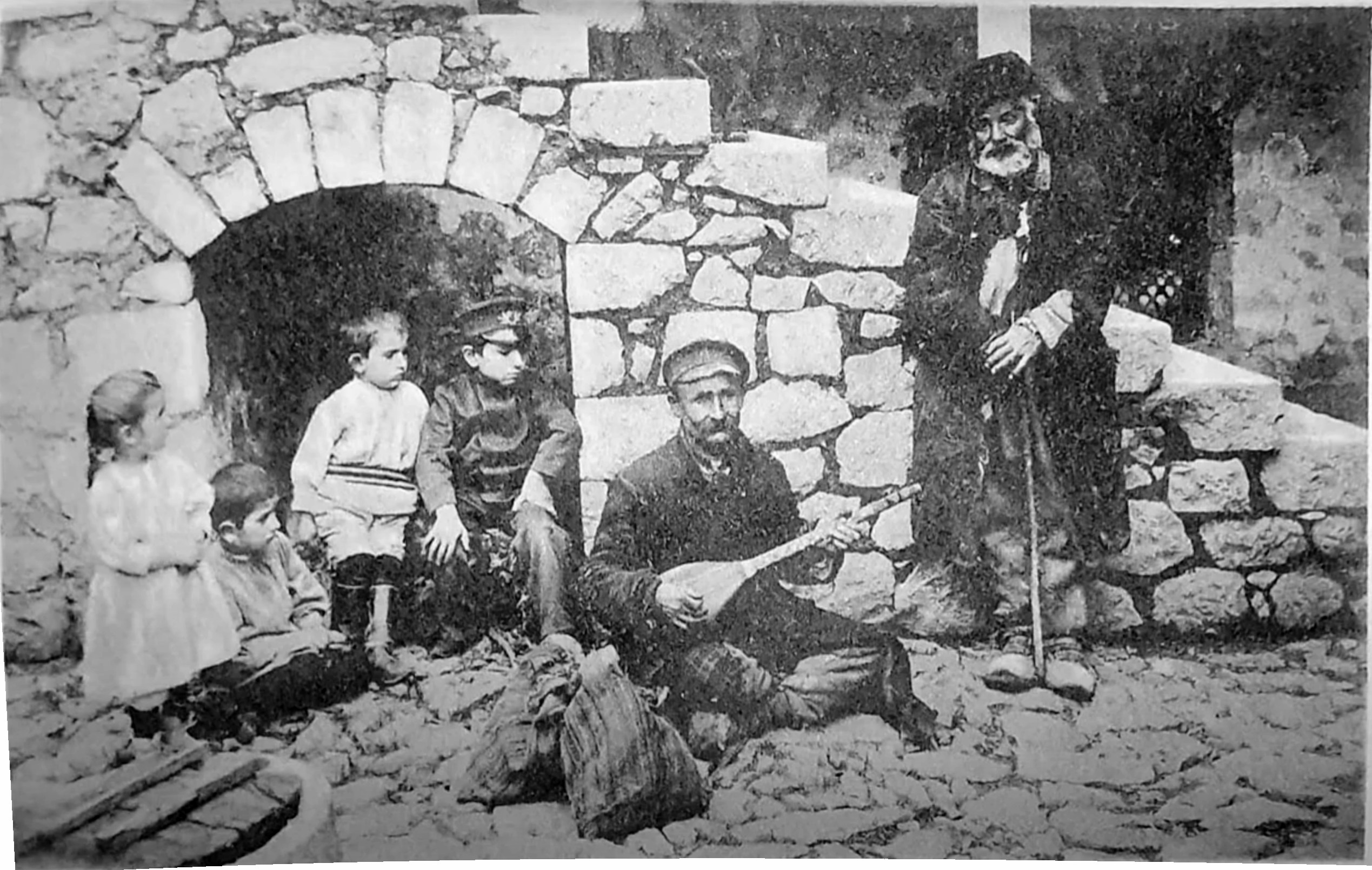
Армянский ашуг в Шуше
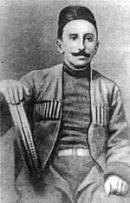
Шушинский певец-ханенде Джаббар Гаръягды-оглы (1861—1944 гг.)
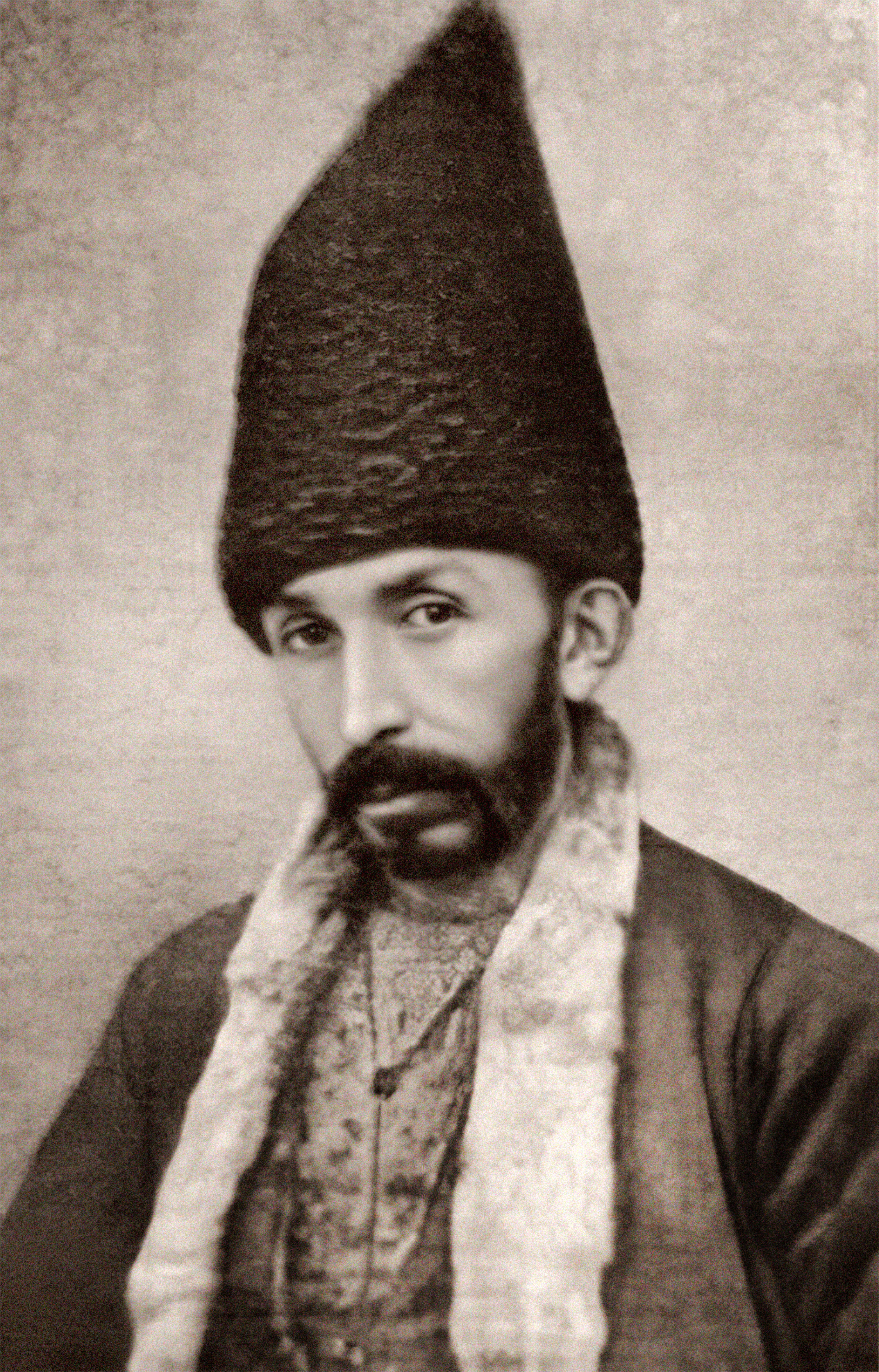
Азербайджанский художник из Шуши Мир Мохсун Навваб (1833—1918 гг.)
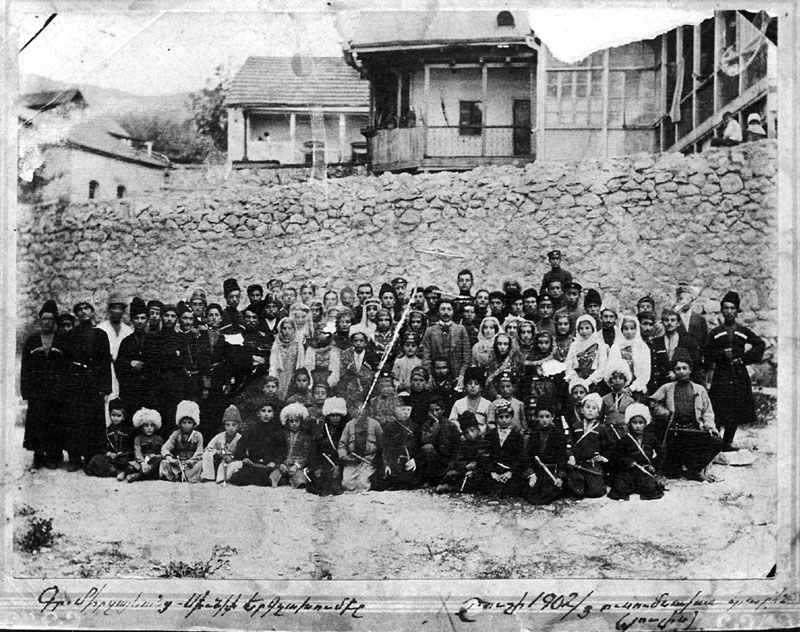
Хор Григора Мирзаяна Сюни в Шуше
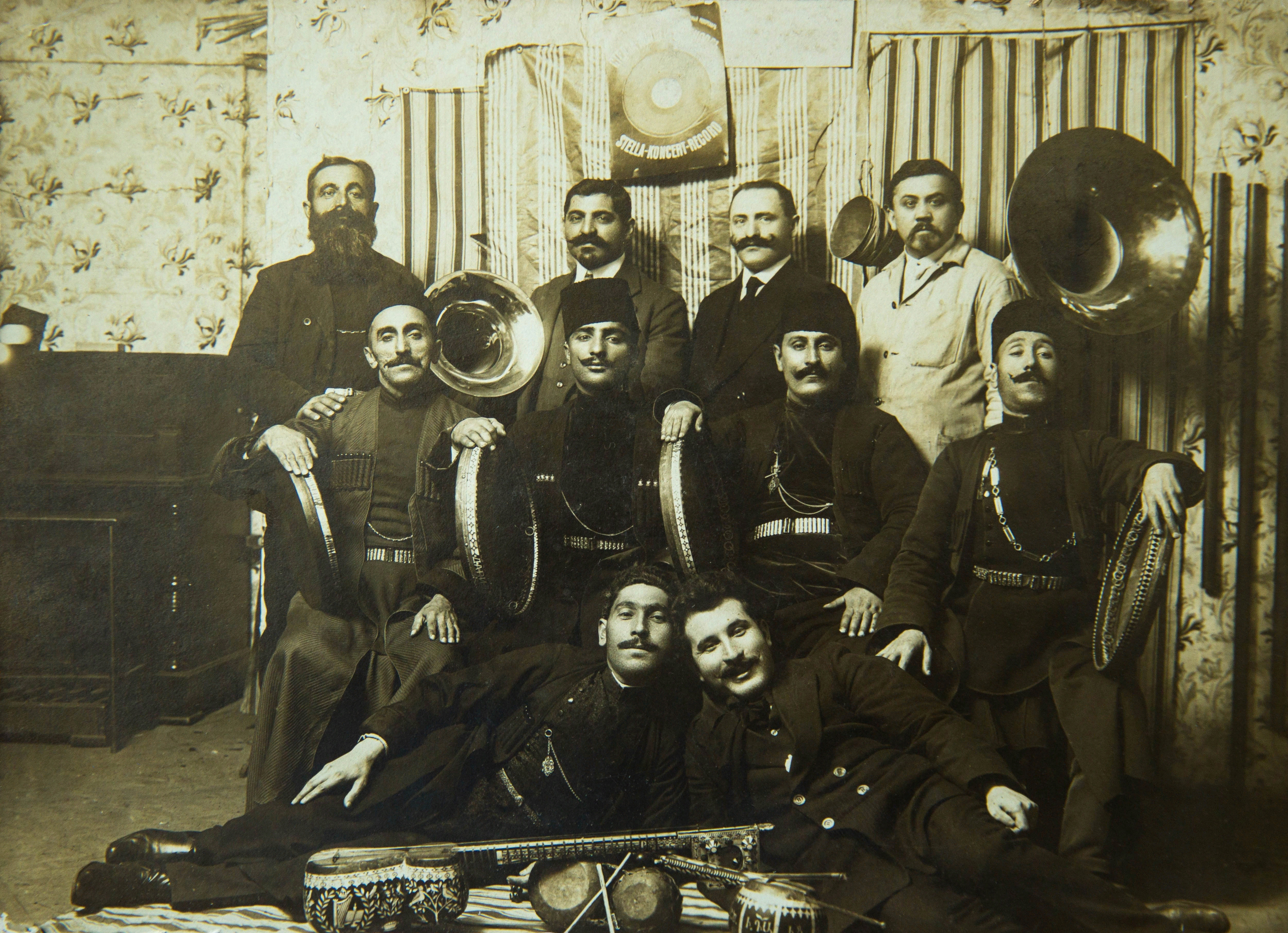
Шушинские ханенде в Варшаве, 1912 г.
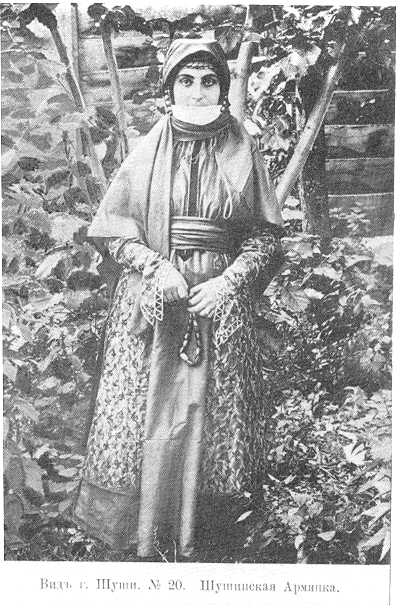
Шушинская армянка в традиционной одежде, рубеж XIX—XX вв.
Шушинская азербайджанка в национальной шёлковой одежде[65]
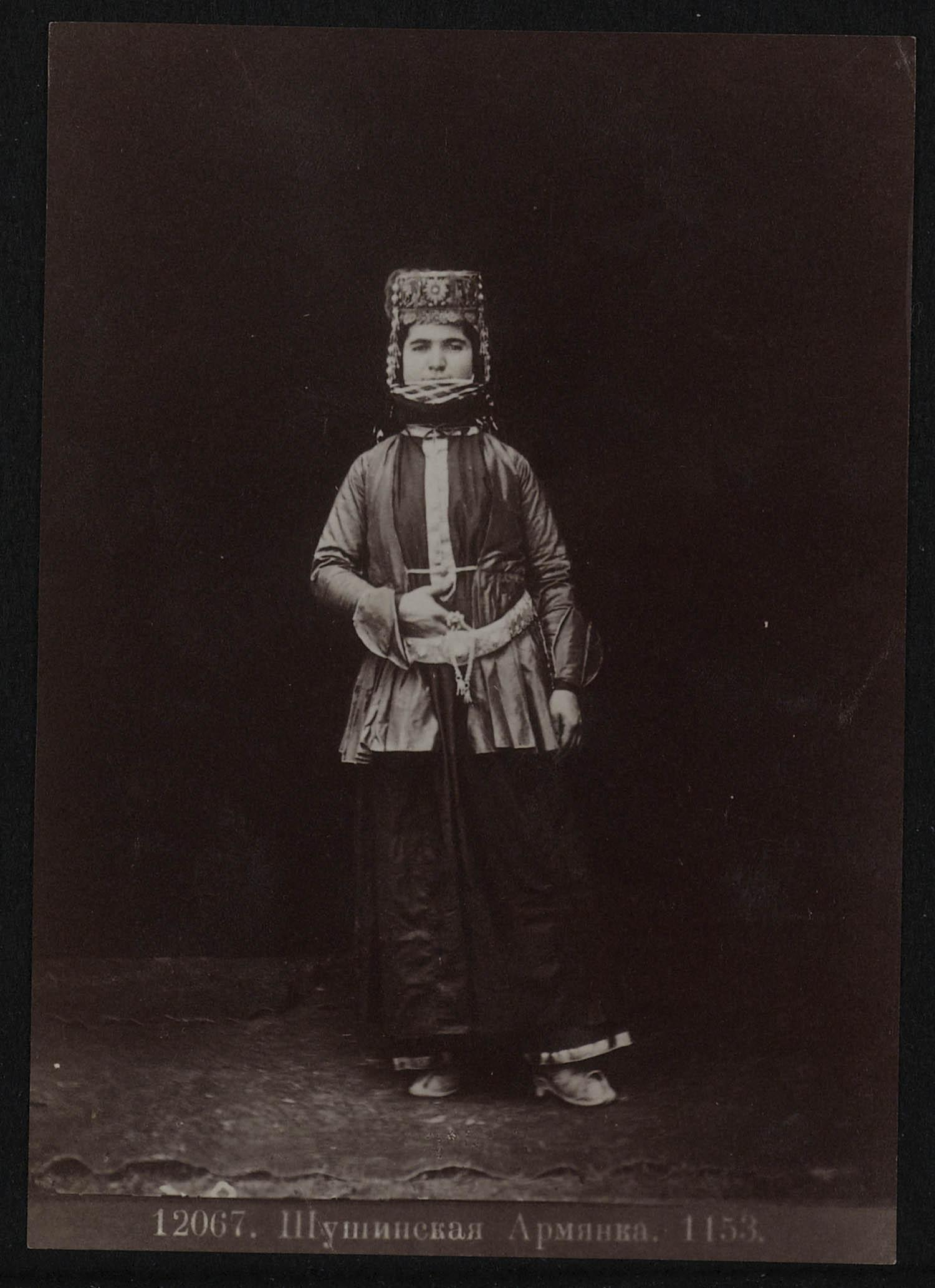
Шушинская армянка (1900 год)

## 1905—1906 годы
Первые армяно-азербайджанские столкновения в Шуше относятся к началу XX века. Ещё в 1890-е годы царское правительство увеличило армянское представительство в местных административных органах с целью ослабить влияние мусульманской знати. В результате реформ 1892 года армяне стали преобладать в городских думах таких городов, как Шуша, Баку и Эривань, что вызывало недовольство среди мусульманского населения. Царские власти, обеспокоенные чрезмерно возросшим влиянием армянской буржуазии в крупных городских центрах, попытались для его нейтрализации подогревать негативные настроения среди мусульман. Последующие реформы властных структур привели к обострению обстановки в Шуше, как и на территории всего Восточного Закавказья, что, в свою очередь, вызвало недовольство армянской интеллигенции, не желавшей сдавать свои политические и экономические позиции. Вслед за событиями 1905 года в Баку, Елизаветполе и других городах Восточного Закавказья армяно-азербайджанские столкновения имели место и в Шуше.

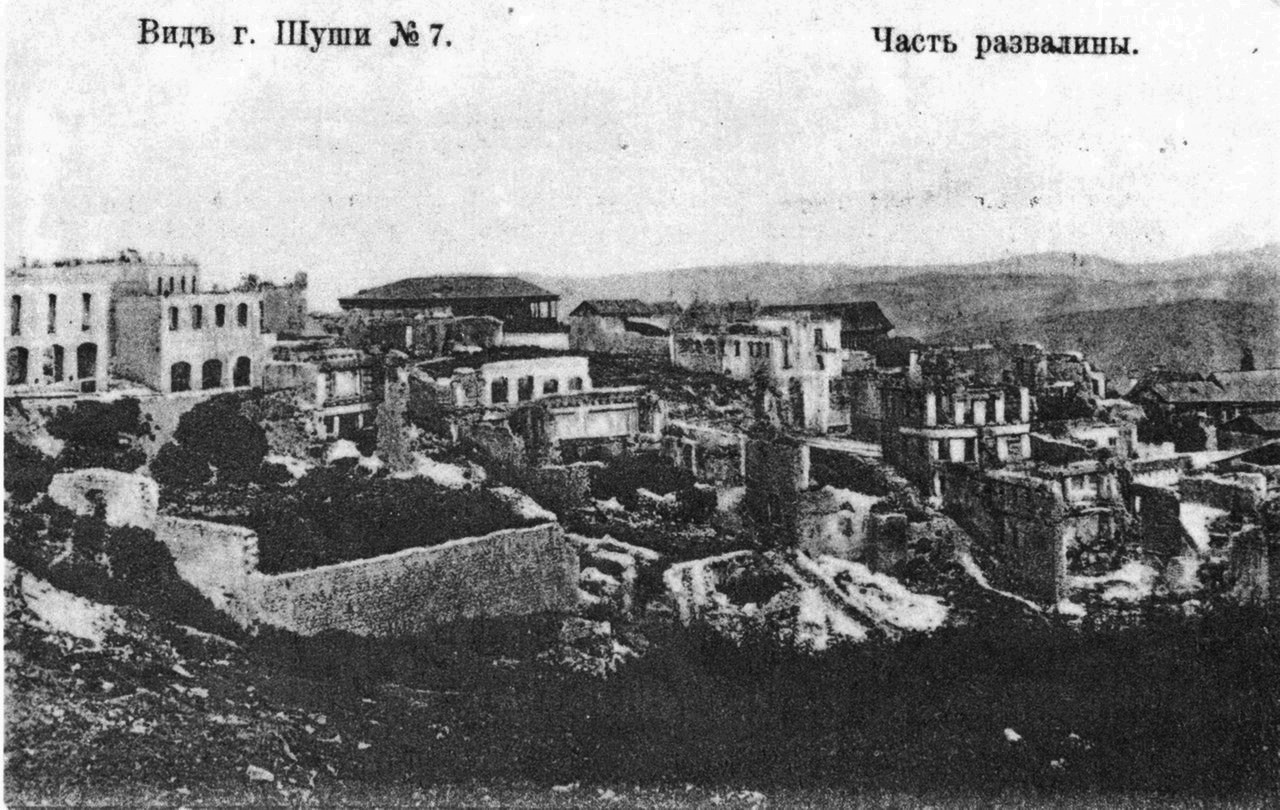
Вид г. Шуши после резни 1905—1906 гг.

В Шуше армяно-татарскую резню летом 1906 года спровоцировали вооружённые формирования армянской националистической партии «Дашнакцутюн». Обе стороны использовали тактику поджогов домов, что привело к массовым пожарам. Было сожжено множество домов армян и вся торговая часть, театр. В азербайджанском секторе сгорело около 80 домов. Число жертв резни составило 300 человек, из которых 200 были мусульманами. Материальный ущерб составил около 5 миллионов рублей.

## 1918 год
28 мая 1918 года Временный Национальный совет Азербайджана провозгласил создание самостоятельного государства — Азербайджанской Демократической Республики — на территории бывших Бакинской и Елизаветпольской губерний Российской империи, включая Карабах и Зангезур. Однако армянское население Карабаха и Зангезура категорически отказалось признать власть АДР. 22 июля 1918 г. в Шуше состоялся I съезд армян Карабаха, который провозгласил независимость Нагорного Карабаха и избрал своё собственное Народное правительство. В сентябре 1918 г., на II съезде армян Карабаха, правительство было переименовано в Армянский национальный совет Карабаха.

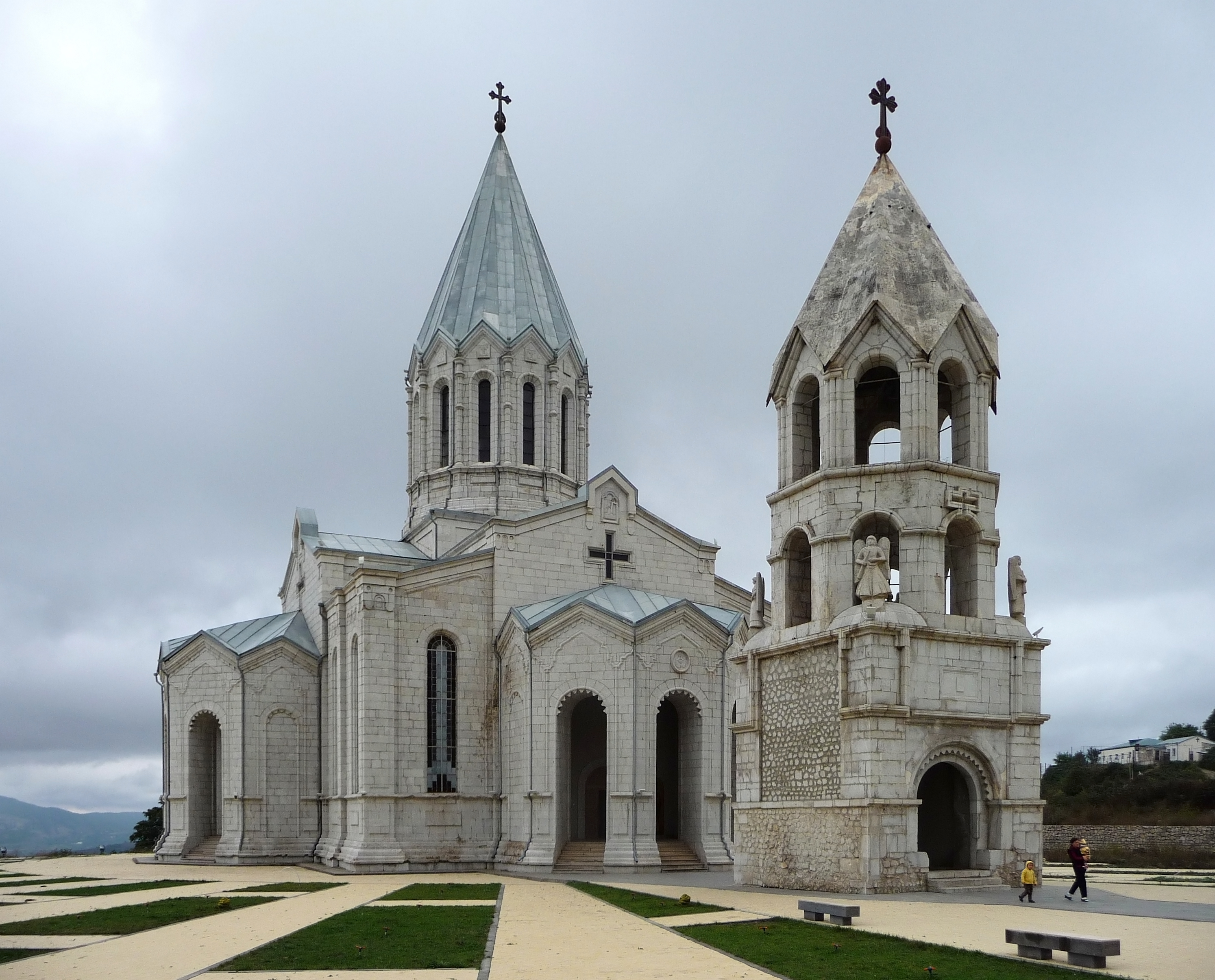
Армянский собор Святого Христа Всеспасителя в Шуше (XIX век)

Новому правительству, по оценке армянского населения, удалось навести порядок в охваченной анархией области: «разнузданных укротили, разбойников прогнали, шпионы армяне Азербайджана <так в тексте> были расстреляны. Жизнь стала входить в нормальное русло». В то же время в докладе Н. Михайлова, члена Чрезвычайной следственной комиссии, созданной парламентом АДР, утверждалось, что именно в это время начались погромы мусульманского населения Шуши и Шушинского уезда со стороны армян. В докладе были зафиксированы данные о более чем ста убитых мусульманах, включая женщин, стариков и детей. В докладе сообщалось, что убийства мусульман сопровождались грабежами и хищением их имущества, поджогами домов и других построек.
Между тем правительство АДР попыталось подчинить себе Нагорный Карабах с помощью турецких войск, вторгшихся в Закавказье после подписания Брестского мира между Центральными державами и Советской Россией. Командующий турецкими войсками Нури-Паша предъявил Национальному совету Карабаха ультиматум о признании власти АДР, однако II съезд армян Карабаха, созванный 6 сентября 1918 г., отверг его. В сентябре Шуша была занята объединёнными азербайджанско-турецкими войсками, которые разоружили армянские части и произвели массовые аресты среди местной интеллигенции.
В ноябре 1918 года, после капитуляции Турции перед Антантой, эвакуации турецких войск из Карабаха и ввода в Азербайджан английских войск, власть в Карабахе вновь перешла к Армянскому национальному совету (правительству) Карабаха.

## 1919 год. Двоевластие
15 января 1919 г. английское командование до окончательного решения спорных вопросов на Парижской мирной конференции утвердило генерал-губернатором Карабаха (c Зангезуром) назначенного азербайджанским правительством Хосров-бека Султанова. Армяне были шокированы не только открытой поддержкой англичанами азербайджанских властей, но и самим выбором генерал-губернатора: Хосров-бек Султанов был известен своими пантюркистскими и армянофобскими взглядами и участием в резне армян в Баку в сентябре 1918 года.
Султанов прибыл в Шушу 10 февраля. Национальный совет армян Карабаха отказался, однако, подчиниться ему, и в городе установилось фактическое двоевластие. 23 апреля V съезд армян Карабаха объявил «неприемлемой любую административную программу, имеющую хоть какую-то связь с Азербайджаном».
Султанов тем временем при попустительстве англичан блокировал сообщение и торговлю Нагорного Карабаха с равниной, чем вызвал в Нагорном Карабахе голод. Одновременно он организовал нерегулярные курдско-татарские конные отряды под руководством двух своих братьев.
4 июня азербайджанская армия попыталась занять армянские позиции и армянскую часть города. Нападение было отбито, и стороны были разведены британскими сипаями, под охраной которых три дня спустя азербайджанская часть была введена в армянский квартал и заняла казармы. Согласно утверждениям Армянского национального совета Карабаха, Султанов отдавал прямые приказы о резне и погроме в армянских кварталах («можете делать всё, только не поджигать домов. Дома нам нужны».
Одновременно с событиями в Шуше азербайджанцы вырезали несколько армянских сёл. 5 июня отряд под предводительством Султан-бека Султанова (брата губернатора) полностью вырезал селение Гайбаллу (армянск. Гайбалушен, было известно также как Кайбаликенд), находившееся, как особо отметили англичане, «непосредственно рядом с Шушой на виду из дома Султанова». По данным англичан, из 700 жителей в живых осталось 11 мужчин и 87 женщин и детей. Азербайджанский офицер, остановивший погромы двух армянских селений, был наказан Султановым. Основываясь на этих фактах, представитель английского командования полковник Клотерберг в своём докладе требовал отдачи Султанова под суд.
12 августа в Шуше открылся VII съезд армян Карабаха. Султанов в ответ приказал перекрыть тракт Шуша-Евлах и все ведущие в Нагорный Карабах дороги, навёл пушки на армянскую часть города и ультимативно потребовал в течение 48 часов признать власть Азербайджана. Учитывая то, что английский гарнизон, готовясь к предстоящей эвакуации из Азербайджана, был выведен из Шуши, армяне оказались в безвыходном положении и 22 августа заключили соглашение, по которому Нагорный Карабах объявил, что считает себя «временно в пределах Азербайджанской Республики» (до окончательного решения вопроса на Парижской мирной конференции). Губернатор получал помощника-армянина и 6 советников (трёх армян и трёх мусульман); армяне сохраняли самоуправление; Азербайджан имел право содержать гарнизоны в Шуше и Ханкенди только по штатам мирного времени; он не мог вводить войска в Нагорный Карабах иначе как с согласия Армянского национального совета; разоружение населения прекращалось до решения Парижской мирной конференции. По сообщению побывавшего в Карабахе британского журналиста Роберта Скотланд Лидделла, в регионе установился мир, какого, по словам жителей, не было никогда.

## Март 1920 г. Разгром армянской части Шуши
Заключённое в августе 1919 года соглашение ограничило азербайджанское административное и военное присутствие в Нагорном Карабахе и установило внутреннюю автономию региона. Практически сразу же, однако, соглашение было нарушено, азербайджанские войска вошли в Нагорный Карабах и сосредоточились на границе с Зангезуром. 19 февраля 1920 года Султанов категорически потребовал от Армянского национального совета Карабаха немедленно решить вопрос «окончательного вхождения Карабаха в Азербайджан как его неразрывной экономической части». Азербайджан приступил к сосредоточению вокруг Нагорного Карабаха своих войск и нерегулярных вооружённых отрядов. В Шушу в качестве военного советника прибыл турецкий генерал Халил-паша.
28 февраля — 4 марта в Шуше состоялся VIII съезд армян Карабаха, который отверг требование Султанова, обвинив губернатора в многочисленных нарушениях мирного соглашения, вводе войск в Карабах без разрешения Национального совета и организации убийств армян.
Султанов, пытаясь усилить свой контроль над Карабахом, запретил армянам покидать Шушу без разрешения, приказал организовать регистрацию армян, служивших в российской армии, разработал планы уничтожения армянских поселений между Зангезуром и Карабахом, чтобы разорвать связь между армянами этих регионов.
Нарушение азербайджанской стороной условий августовского соглашения, по мнению Ричарда Ованнисяна, в конечном итоге и привело в конце марта 1920 года к неудачной попытке вооружённого восстания.
В ночь с 22 на 23 марта, во время празднования праздника Новруз, армянские вооружённые отряды напали на азербайджанские гарнизоны в Шуше, Аскеране и Ханкенди, пытаясь застать азербайджанцев врасплох.

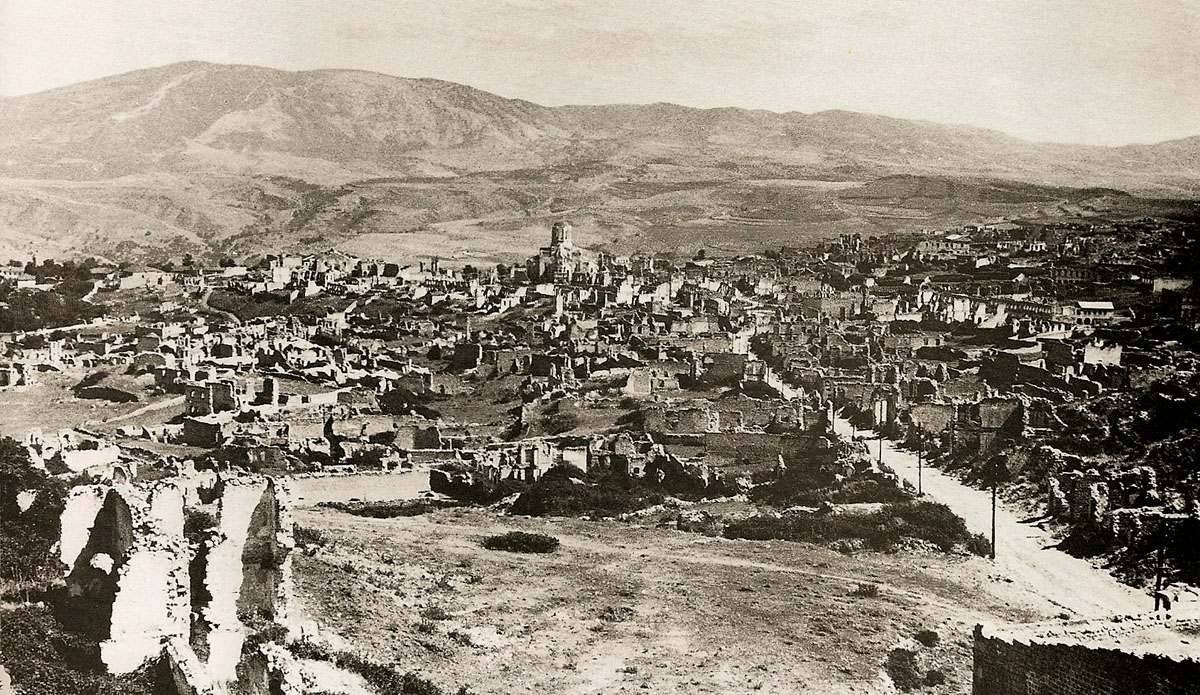
Руины Шуши после резни 1920 года.

В Шуше, однако, из-за несогласованных действий армянских отрядов, азербайджанским войскам удалось организовать оборону Шушинской крепости, а с наступлением утра — нанести ответный удар по напавшим, после чего они при участии местных жителей-азербайджанцев устроили резню в армянских кварталах, что привело к массовой гибели и изгнанию всего армянского населения и уничтожению армянской части города в результате вспыхнувшего пожара. Нескольким тысячам жителей удалось, воспользовавшись густым туманом, бежать из города по Дашалтинской дороге в сторону Варанды. Среди жертв был и армянский епископ Ваган, повешенный азербайджанцами, и начальник городской полиции Аветис Тер-Гукасян, сожжённый заживо.

## Период Азербайджанской ССР

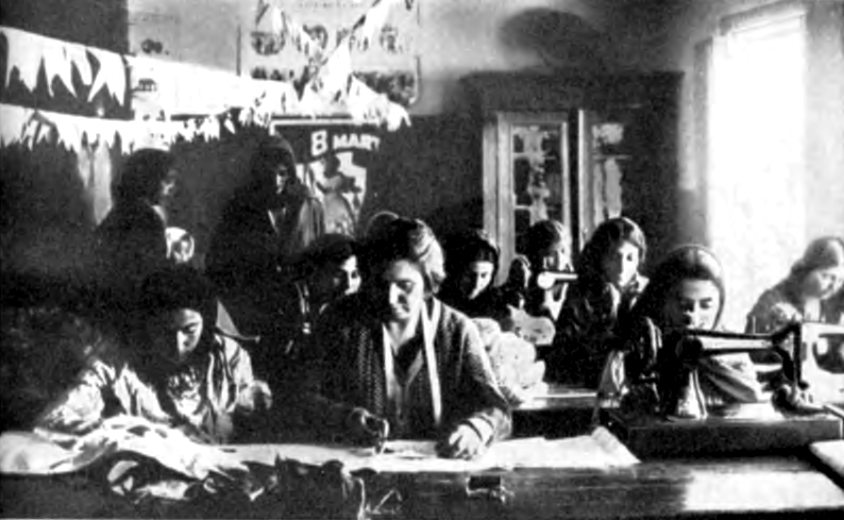
Азербайджанки («тюрчанки» по тогдашней терминологии) Нагорного Карабаха на занятиях кружка в женском клубе. Шуша, 1932

Численность населения города в результате мартовских событий резко сократилась (5,1 тысяч человек в 1926 году, 5,6 тыс. в 1932 году) и лишь к концу советского периода поднялась до 17 тыс. (подробнее см. История Нагорного Карабаха). Шуша потеряла своё былое значение; центром Нагорно-Карабахской автономной области (НКАО) был выбран Ханкенди (позже переименованный в Степанакерт), Шуша же стала одним из районных центров. По мнению американского исследователя Арсена Сапарова, включение оставшейся без армянского населения Шуши в НКАО изначально не предусматривалось, однако город в итоге был включён в неё; вероятно после протестов армянской стороны. Некоторые сторонники советского Курдистана из членов созданной ЦК в Баку специальной комиссии по определению границ Курдистана и Нагорного Карабаха выражали своё разочарование (помимо непредоставления полноценной автономии курдам Азербайджана) передачей Шуши Нагорному Карабаху, а не Курдистану. Председатель уездного исполкома Курдистана даже написал статью по этому поводу, опубликованную в газете «Бакинский рабочий». Однако в октябре 1923 года резолюция Коммунистической партии Азербайджана подтвердила, что Шуша остаётся в составе Карабаха.
В советское время в Шуше работали производственный комбинат, ткацкий цех Карабахского шёлкового комбината, фабрика по изготовлению восточных музыкальных инструментов, сельскохозяйственный техникум, педагогическое училище, музей истории Шуши, мемориальный дом-музей композитора Узеира Гаджибекова, санатории, дома отдыха, пионерские лагеря, турбаза. Из достопримечательностей — сохранившиеся части крепостных стен, два замка (все — XVIII в.), многочисленные жилые каменные дома XVIII—XIX вв. (для которых характерно применение шебеке и росписей).
В 1961 году руководством Азербайджана были снесены развалины армянского квартала Шуши, разорённого в марте 1920-го.

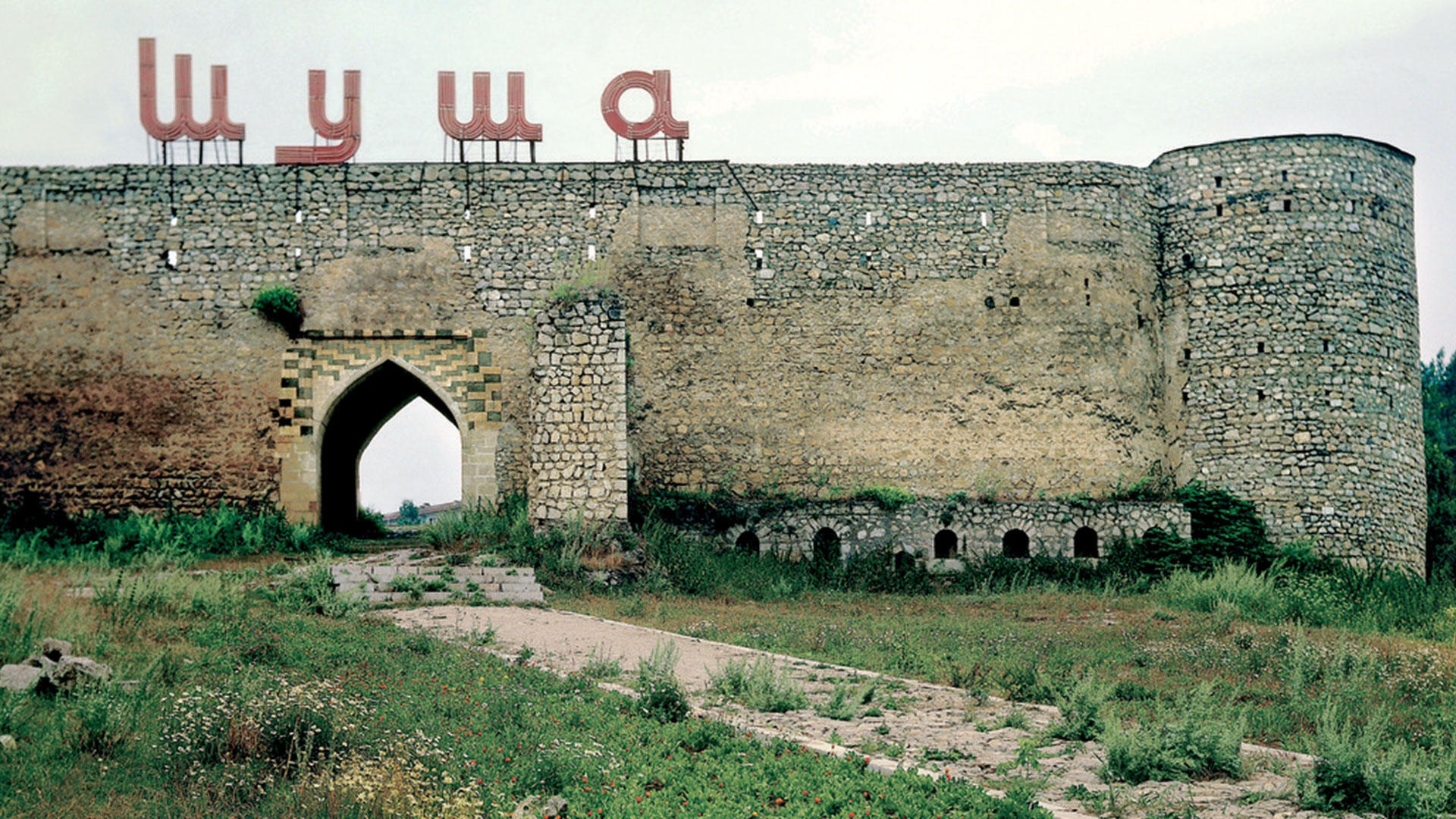
Гянджинские ворота Шушинской крепости в советские годы

В 1977 году постановлением Совета министров Азербайджанской ССР Шуша была объявлена городом-заповедником. При этом заповедной была объявлена и восстанавливалась только восточная, азербайджанская часть города, в которой создавались дома-музеи и возводились мавзолеи. Армянские же памятники не вошли в список охраняемых объектов, армянские кладбища и церкви Агулецоц и Мегрецоц были разрушены и использовались в качестве строительных материалов. В конце 1970-х на могиле поэта и государственного деятеля XVIII века Молла Панах Вагифа был воздвигнут мавзолей, на открытии которого в 1982 году присутствовал Гейдар Алиев.
По данным Всесоюзной переписи населения 1989 года, в Шуше проживало 17 тысяч человек; азербайджанцы составляли 98 % всего населения города. В мае 1988 года последние армянские жители были депортированы из Шуши, а уже осенью 1989 года были разрушены надгробные памятники армянского кладбища.

## После распада СССР

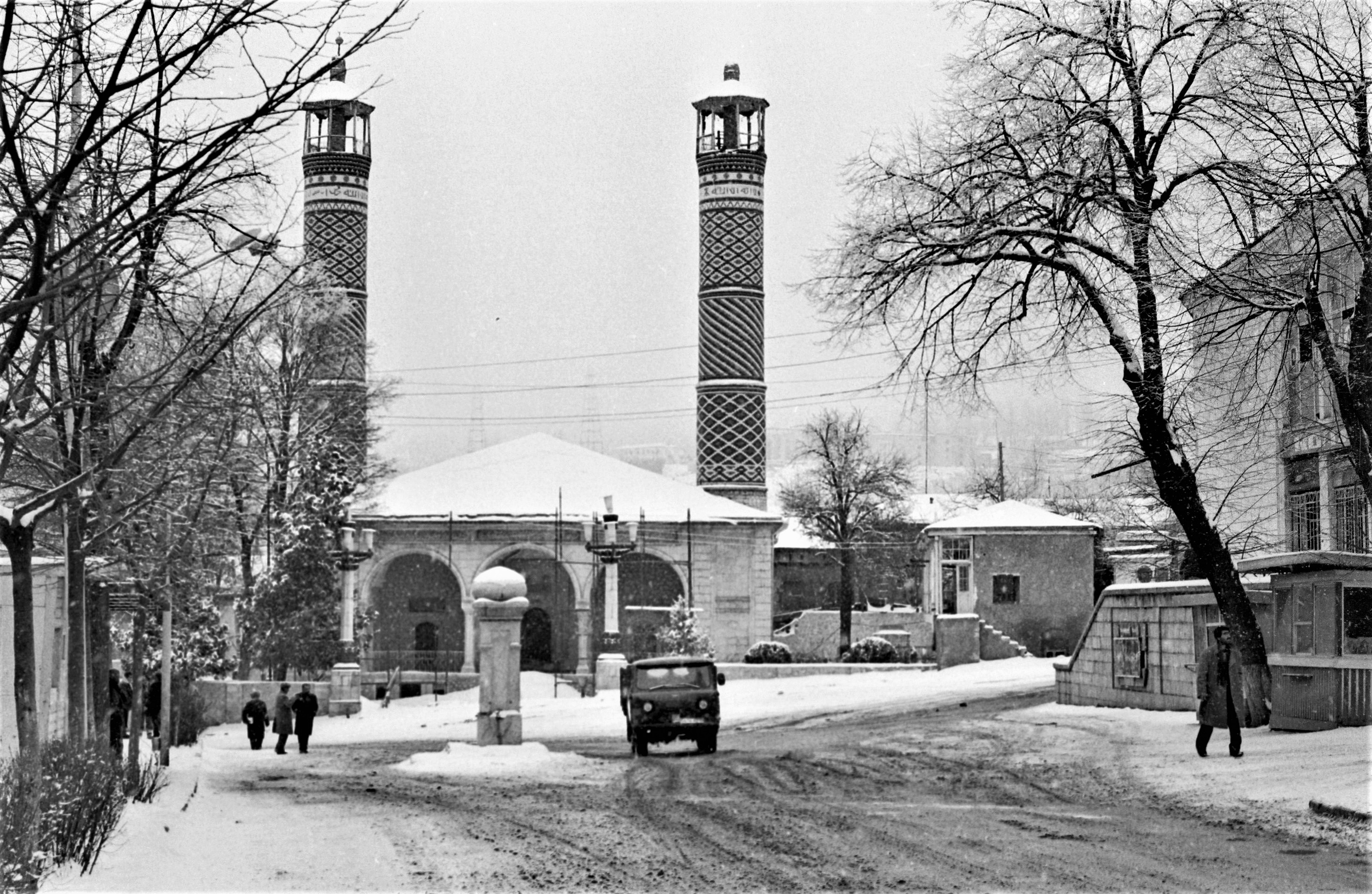
Шуша в феврале 1992 года. Фото И. Джафарова

### Первая карабахская война
2 сентября 1991 года была провозглашена Нагорно-Карабахская Республика. 23 сентября независимость провозгласила Армения, 18 октября — Азербайджан.
С конца 1991 года город, в котором осталось лишь азербайджанское население, оказался в блокаде армянских сил. Зимой 1991—1992 годов из Шуши вёлся интенсивный обстрел Степанакерта, в том числе с применением установок «Град» и «Алазань».
К весне 1992 года Шуша оставалась последним крупным населённым пунктом с азербайджанским населением на территории бывшей НКАО. 8—9 мая 1992 года Шуша была взята армянскими формированиями, использовавшими системы залпового огня «Град» и бронетехнику; население и гарнизон города отступили в Лачин. Согласно административно-территориальному делению НКР, город стал центром Шушинского района НКР (территориально не совпадающего с одноимённым районом Азербайджана) и стал называться «Шуши́».

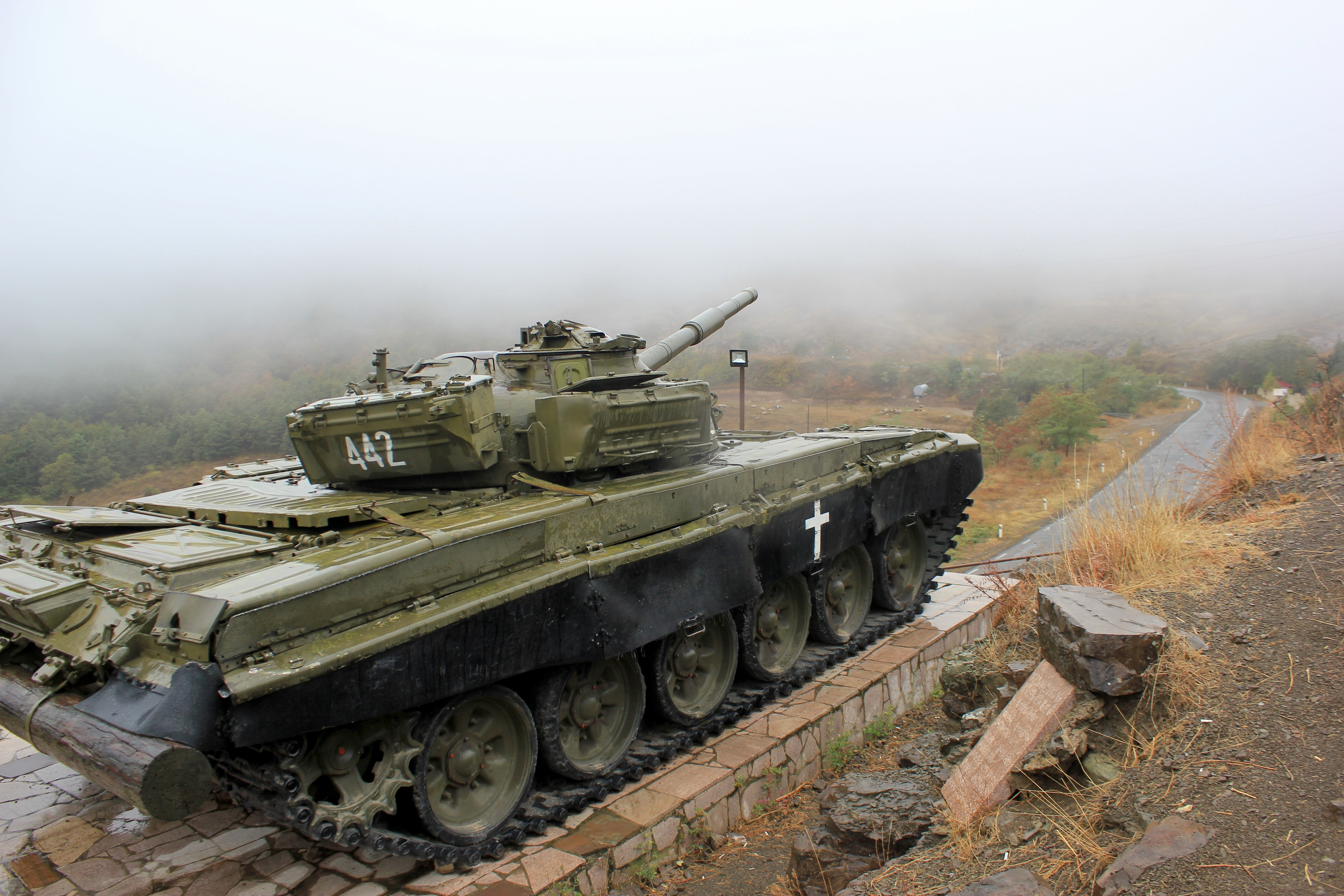
«Памятник освобождению Шуши» у въезда в город: армянский танк Т-72, первым ворвавшийся в город в полдень 8 мая 1992 года и подбитый азербайджанским танкистом Альбертом Агаруновым. В сентябре 2023 года, после завершения военной операции Азербайджана, демонтирован и доставлен в Баку, где установлен в Парке военных трофеев

### 1993—2020

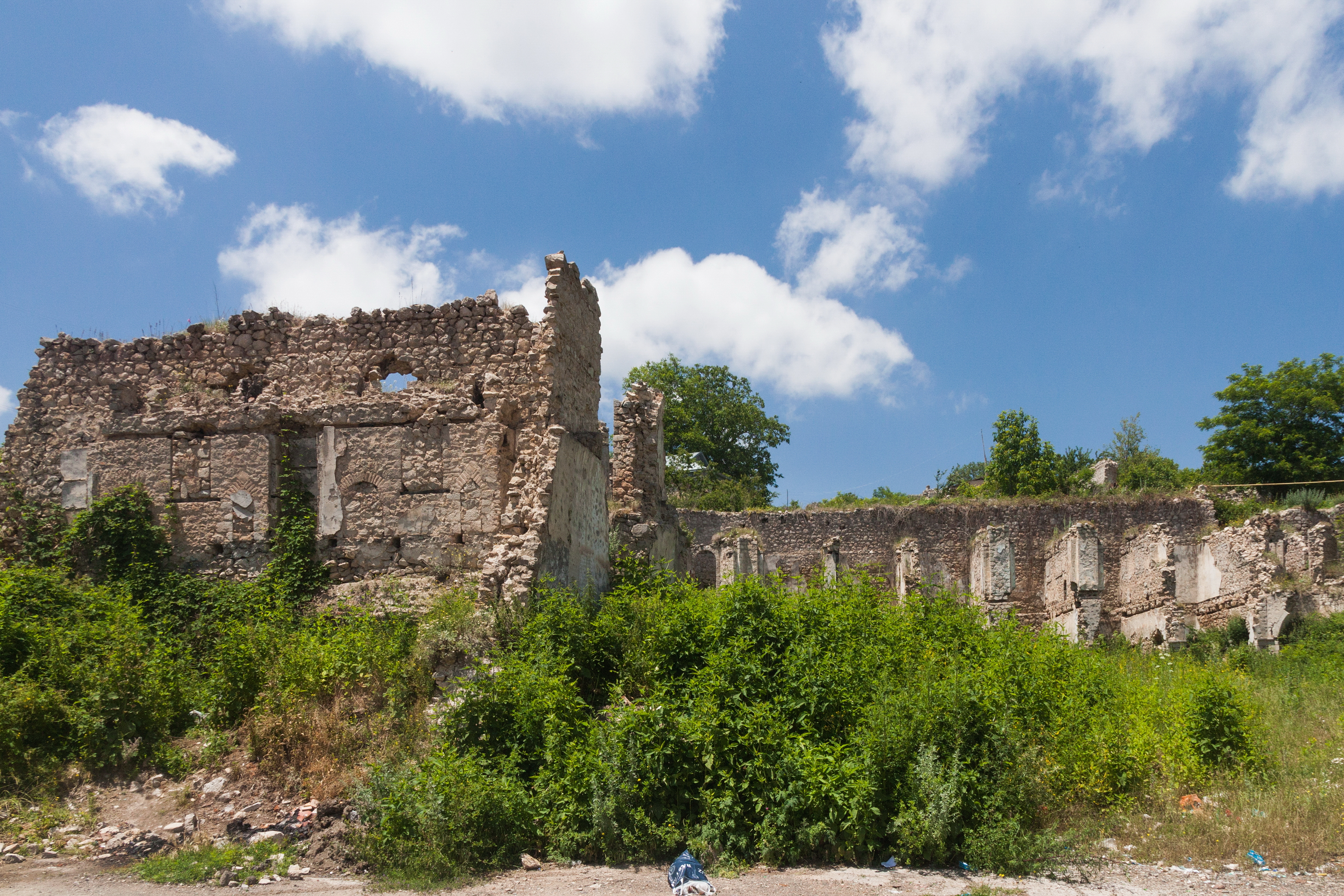
Разрушенные постройки в Шуше, 2014 год

Бывший дом-музей оперного певца Бюльбюля (XIX век) был повреждён в ходе войны, а дом композитора Узеира Гаджибекова разрушен. После занятия города армянской стороной бронзовые бюсты Узеира Гаджибекова, Натаван и Бюль-Бюля были вывезены в Грузию на металлолом, где были выкуплены азербайджанскими властями и до 2021 года были выставлены во дворе музея искусств в Баку. Армянский фонд «Возрождение Шуши» выражал готовность установить бюст Натаван перед домом поэтессы, если азербайджанская сторона вернула бы его. По данным азербайджанской газеты «Наш век» дом Натаван был сожжён (посетивший Шушу в декабре 2020 году французский фотограф Реза Дегати позже сообщал, что дом разграблен и частично разрушен, а в его дворе держали свиней). Американский скульптор армянского происхождения Карташ Онник, посетивший Шушу в 2001 году, писал, что большинство азербайджанских могил в Шуше было разграблено местными армянами, охотившимися за захороненными в них предметами, представляющими материальную ценность.
В 1992 году азербайджанцы устроили в соборе Казанчецоц склад ракет для установок РСЗО Град. Из храма были выброшены все каменные скульптуры, а большой бронзовый колокол был продан. Впоследствии, в декабре 1992 года, колокол был обнаружен на одном из рынков города Донецк, был выкуплен армянами за три миллиона рублей и возвращён. Повреждённый и лишившийся купола армянский собор был полностью восстановлен.
Побывавший в 2015 году в Шуше корреспондент «The New York Times» отмечал, что Верхняя мечеть Шуши была сохранена армянами и отреставрирована. Ещё более красивая Нижняя мечеть тоже стояла, но не в таком хорошем состоянии. Повреждённый единственный минарет мечети Саатлы был отреставрирован в 2004—2005 годах. Одна из шушинских мечетей восстанавливалась на средства зарубежной армянской благотворительной организации (недоступная ссылка). Впрочем, решение о реставрации мечетей вызвало неоднозначную реакцию среди жителей города.
В Шуше был установлен памятник полководцу, бывшему премьер-министру Армении Вазгену Саркисяну (демонтирован в 2020 году, сразу после окончания военных действий). В городе проводилась часть показов кинофестиваля «Золотой абрикос».
В 2012 году в город переехало Министерство культуры и по делам молодёжи НКР. Планировался перенос парламента НКР к 2022 году, к 30-летию «освобождения города». К концу 2020 года был заложен фундамент нового здания парламента и завершены каменные работы, однако после возвращения города под азербайджанский контроль стройка была полностью ликвидирована, а на её месте было запланировано возведение гостиницы.

### Вторая карабахская война

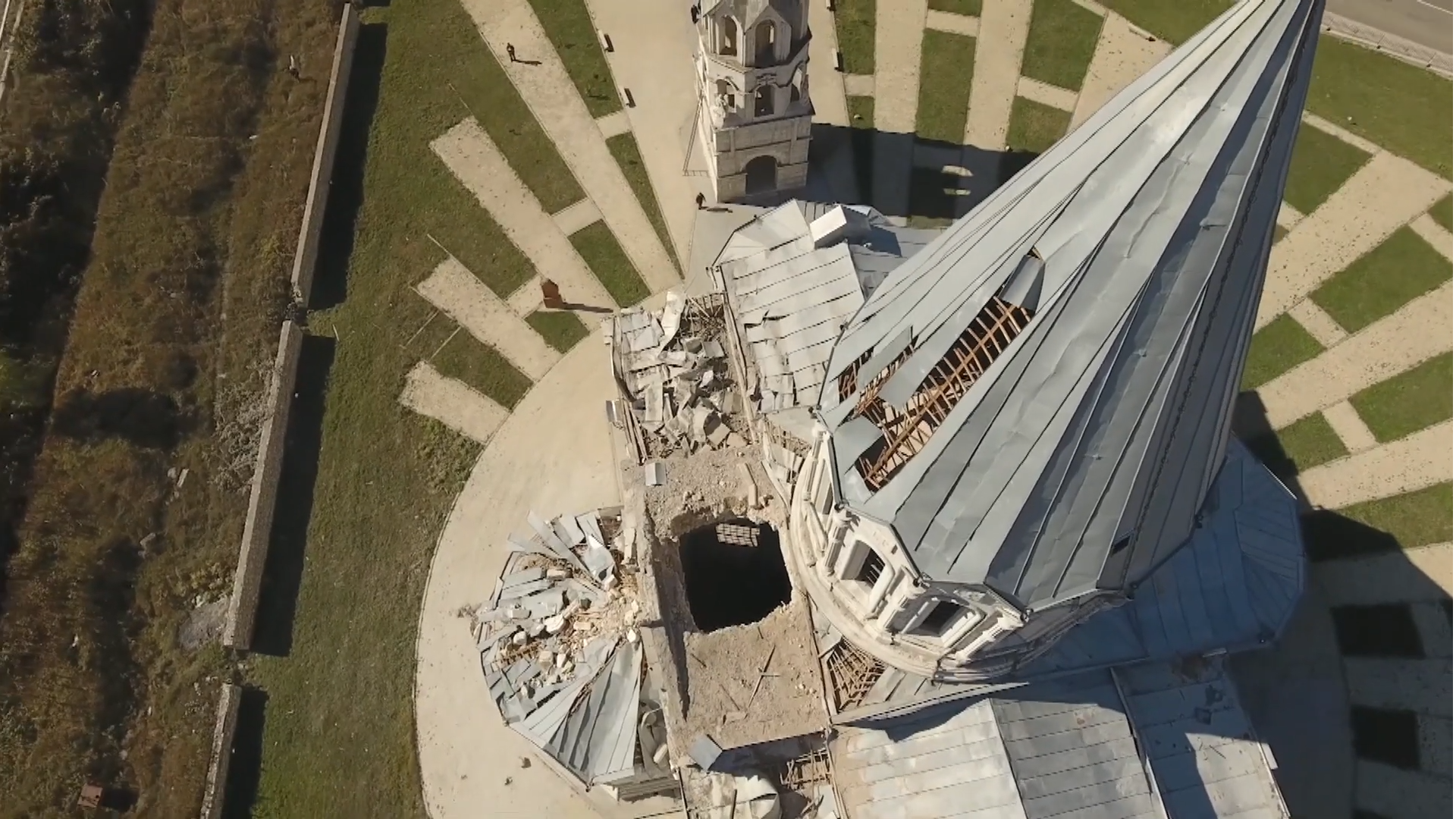
Повреждённая во время войны крыша Собора Святого Христа Всеспасителя в Шуше

В ходе начавшихся 27 сентября 2020 года боевых действий между вооружёнными силами Азербайджана и вооружёнными формированиями Армении и НКР азербайджанская армия, восстановив контроль над всем протяжением азербайджано-иранской границы, развернула наступление на север, стремясь перерезать Лачинский коридор и овладеть Шушой. В ходе боевых действий Шуша подвергалась ударам азербайджанских БПЛА — так, в результате нанесённого 4 октября удара по зданию Дома культуры, в котором размещались армянские военнослужащие и полицейские, погибло более 20 человек. К 4 ноября азербайджанская армия вплотную подошла к Шуше.

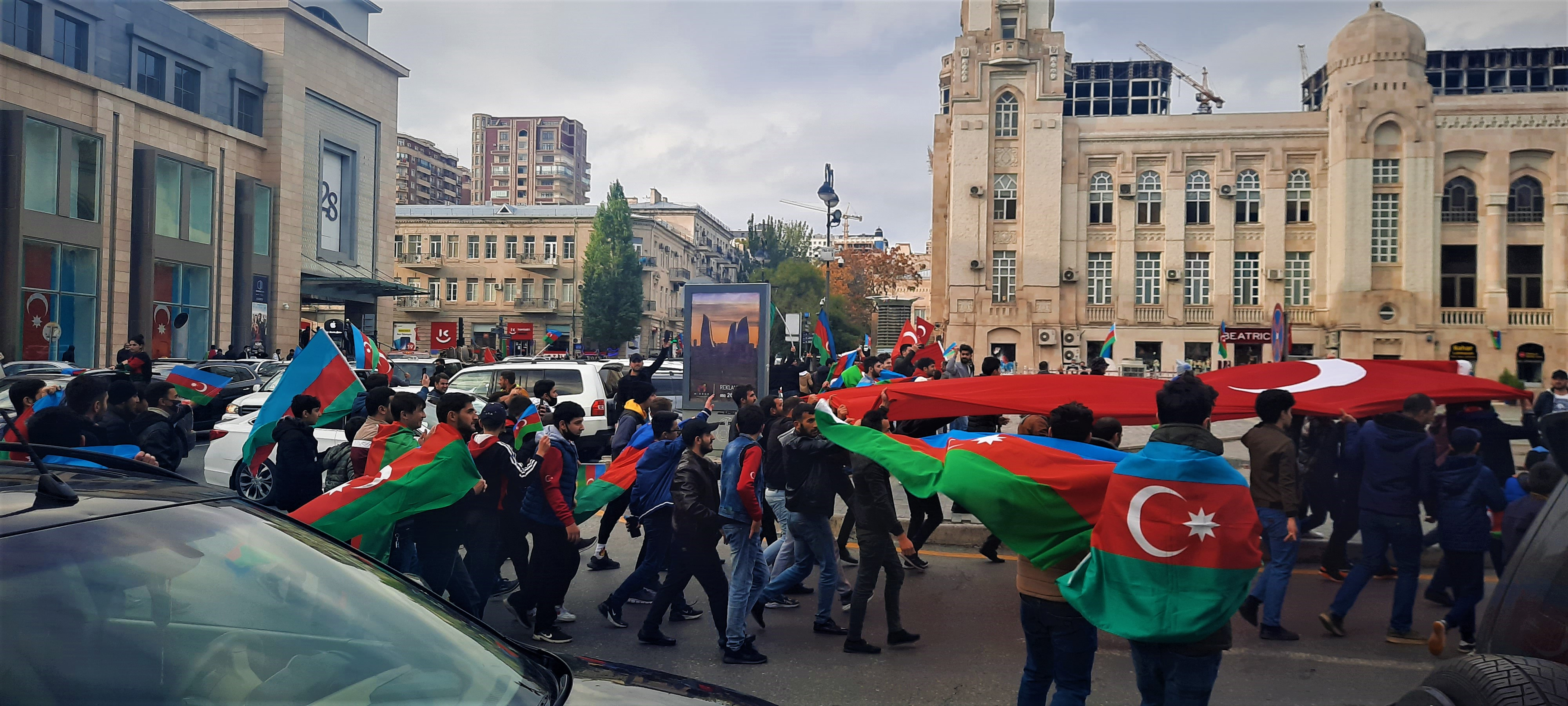
Жители Баку празднуют «освобождение города Шуша». 8 ноября 2020 года

В последующие дни, в результате ожесточённых боёв подразделениям спецназа удалось овладеть городом. 8 ноября президент Азербайджана Ильхам Алиев объявил о том, что азербайджанская армия установила контроль над Шушой. На следующий день власти НКР были вынуждены подтвердить, что армянские силы более не контролируют Шушу.
10 ноября было опубликовано совместное заявление президента Азербайджанской Республики, премьер-министра Республики Армения и президента Российской Федерации о полном прекращении огня и всех военных действий в зоне карабахского конфликта. Соглашением, в частности, было предусмотрено, что под контролем Азербайджана остаётся вся территория, занятая в ходе боевых действий.

### С 2020 г. по настоящее время

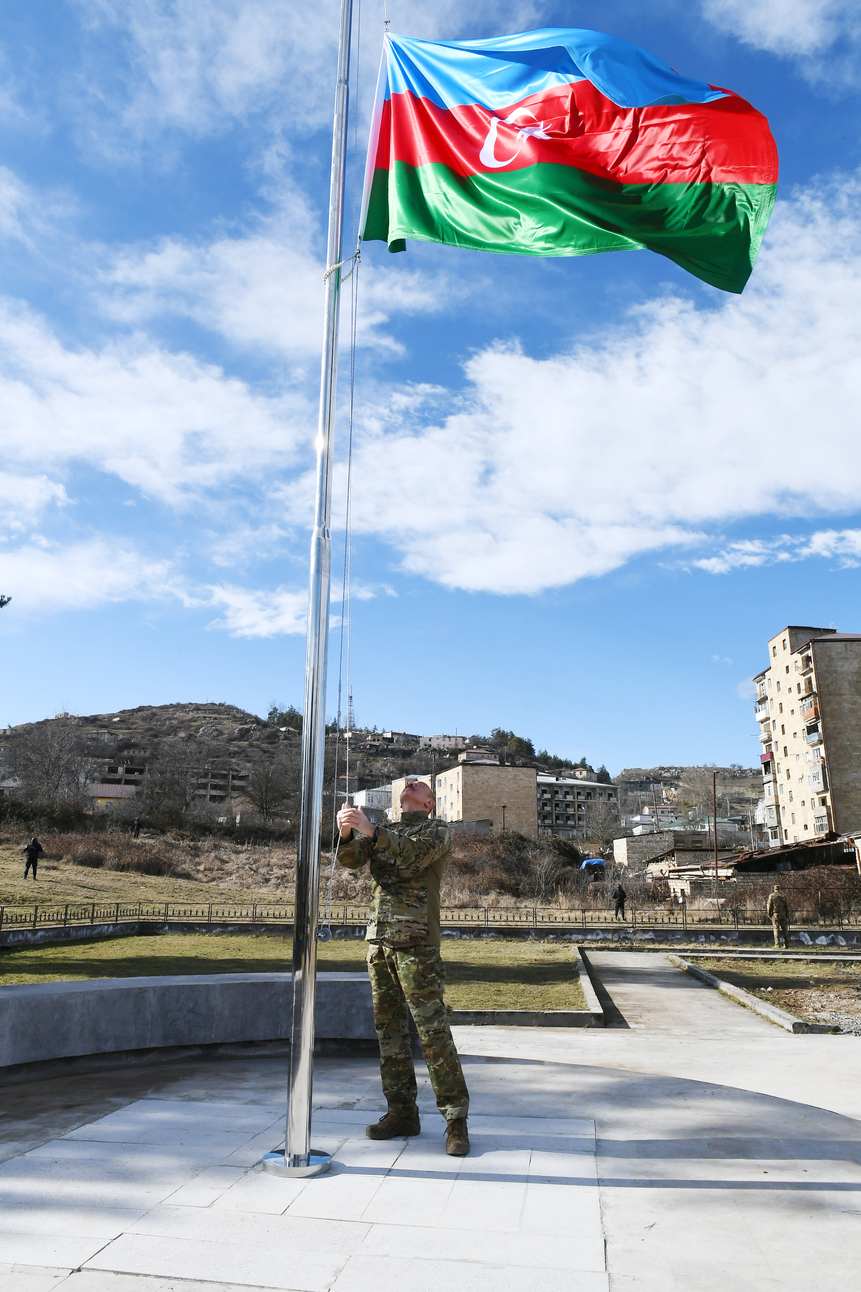
Президент Азербайджана Ильхам Алиев поднимает в Шуше флаг Азербайджана. 15 января 2021 года

12 ноября 2020 года в городе было учреждено городское управление Службы государственной безопасности Азербайджана. В этот же день в городе приступили к работе сотрудники МВД Азербайджана. Комендантом города был назначен начальник Шушинского городского отделения полиции.
13 ноября на окраине города был выставлен наблюдательный пост российских миротворцев 15-й отдельной мотострелковой бригады, к тому времени уже взявших под контроль Лачинский коридор. На развилке автодороги Горис — Степанакерт у северного въезда в город находился блокпост азербайджанской армии.
17 ноября началось строительство новой автомобильной дороги, которая должна соединить Шушу с городом Физули и строящимся Физулинским аэропортом. 16 декабря по поручению президента Азербайджана Ильхама Алиева в Шуше в связи с мероприятиями по восстановлению города начались работы по оценке и инвентаризации с участием специалистов из различных сфер.

5 января 2021 года президент Азербайджана Ильхам Алиев объявил Шушу «культурной столицей Азербайджана», на что своё несогласие выразил министр иностранных дел Армении Ара Айвазян, назвав Шушу «центром армянской культуры». 

Ильхам Алиев устанавливает бюст Узеира Гаджибекова в Шуше

14 января Алиев впервые посетил Шушу, поднял в городе флаг Азербайджана, а также открыл установленные в городе бюсты Узеира Гаджибекова, Бюльбюля и Хуршидбану Натаван, которые до 1992 года стояли в Шуше.
19 января председатель объединения «Азербайджанская община Нагорного Карабаха» заявил, что наряду с обсуждением вопросов возвращения вынужденных переселенцев планируется переезд объединения в Шушу, с которой оно «связывает свою дальнейшую деятельность».
27 января Айдын Керимов был назначен специальными представителем президента в Шуше.
Весной 2021 года в Шушу начали возвращаться первые вынужденные переселенцы.
7 мая 2021 года президент Азербайджана Ильхам Алиев подписал распоряжение об объявлении города Шуша «культурной столицей Азербайджана». 31 декабря 2021 года Алиев объявил 2022 год — годом города Шуша в Азербайджане.
31 марта 2022 года соответствующим решением Постоянного совета Международной организации тюркской культуры (ТЮРКСОЙ), принятым на заседании совета в городе Бурса, Шуша была объявлена культурной столицей тюркского мира 2023 года.
В июле 2023 года президент Азербайджана Ильхам Алиев учредил 8 ноября как день города Шуша и постановил ежегодно торжественно отмечать его. В этом же месяце в городе прошёл Глобальный медиафорум «Новые медиа в эпоху 4-й Промышленной революции», проведённый по случаю 148-летия азербайджанской национальной печати. В конце августа этого же года Шушу с официальным визитом посетил президент Узбекистана Шавкат Мирзиёев.
25 сентября 2023 года на 12-й конференции министров культуры стран членов Организации исламского сотрудничества (ОИС) в Дохе, Шуша была объявлена культурной столицей исламского мира 2024 года.
5 декабря 2023 года на 5-й встрече министров туризма стран членов Организации экономического сотрудничества (ОЭС) в Ардебиле, Шуша выбрана туристической столицей ОЭС на 2026 год.
В октябре 2024 года в Шуше пройдёт 12-я сессия Комитета наследия исламского мира ИСЕСКО по защите и развитию культурного наследия в исламском мире.

#### Шушинская декларация
15 июня 2021 года в городе Шуша между Азербайджаном и Турцией была подписана Шушинская декларация о союзнических отношениях. 
Азербайджанская Республика и Турецкая Республика, руководствуясь принципами независимости, суверенитета, территориальной целостности, нерушимости международно признанных границ, невмешательства во внутренние дела государств, определяют политические и правовые механизмы установления союзнических отношений.